# Liga de Campeones de la UEFA 2013-14
La Liga de Campeones de la UEFA 2013-14 fue la 59.ª edición de la competición. Se disputó entre el 2 de julio de 2013 y el 27 de mayo de 2014.
Real Madrid y Atlético de Madrid protagonizaron la final en el Estadio da Luz de Lisboa, final que, por primera vez, reunió a dos equipos de una misma ciudad. 
El Real Madrid fue el campeón de esta edición (batiendo, con 41 goles, el récord goleador en una edición de la competición, récord que siguió vigente hasta la edición 2020-21).
Previamente el equipo blanco había vencido al Schalke 04 en octavos de final por un global de 9-2, al Borussia Dortmund, equipo por el que había sido eliminado la temporada anterior, por un global de 4-2, y al vigente campeón Bayern Múnich, en semifinales, por un global de 5-0.
Esta victoria supuso la clasificación para la Supercopa de Europa 2014 y la Copa Mundial de Clubes de la FIFA 2014, títulos que también terminó llevando a sus vitrinas. Ese año, el equipo blanco también ganó la Copa del Rey, Supercopa de España y el subcampeón Atlético de Madrid ganó la Primera División de España.

## Estadio de la final
La final se jugó en el Estadio da Luz de la ciudad de Lisboa, Portugal. Fue la segunda final que se celebró en este país, 47 años después de la disputada en el Estadio Nacional de Portugal, en las afueras de la capital lisboeta, en la que el Celtic de Glasgow se alzó con la victoria frente al Inter de Milán

## Distribución de equipos por Asociaciones
Un total de 76 equipos participan en la Liga de Campeones 2013–14, procedentes de las 52 asociaciones de la UEFA con competición propia de liga (Liechtenstein está excluido de la lista de acceso por no tener una liga). Las plazas se distribuyeron entre las asociaciones de acuerdo a sus Coeficientes UEFA de la temporada 2011-2012, el cual recoge todas las participaciones de los clubes en competiciones europeas desde la temporada 2007-08 hasta la 2011/2012.

### Clasificación de las Asociaciones de la UEFA
| Posición | Asociación   | Coef.  | Equipos |
| -------- | ------------ | ------ | ------- |
| 1        | Inglaterra   | 84.410 | 4       |
| 2        | España       | 84.186 | 4       |
| 3        | Alemania     | 75.186 | 4       |
| 4        | Italia       | 59.981 | 3       |
| 5        | Portugal     | 55.346 | 3       |
| 6        | Francia      | 54.178 | 3       |
| 7        | Rusia        | 47.832 | 2       |
| 8        | Países Bajos | 45.515 | 2       |
| 9        | Ucrania      | 45.133 | 2       |
| 10       | Grecia       | 37.100 | 2       |
| 11       | Turquía      | 34.050 | 2       |
| 12       | Bélgica      | 32.400 | 2       |
| 13       | Dinamarca    | 27.525 | 2       |
| 14       | Suiza        | 26.800 | 2       |
| 15       | Austria      | 26.125 | 2       |
| 16       | Chipre       | 25.499 | 1       |
| 17       | Israel       | 22.000 | 1       |
| 18       | Escocia      | 21.141 | 1       |

| Posición | Asociación           | Coef.  | Equipos |
| -------- | -------------------- | ------ | ------- |
| 19       | República Checa      | 20.350 | 1       |
| 20       | Polonia              | 19.916 | 1       |
| 21       | Croacia              | 18.874 | 1       |
| 22       | Rumanía              | 18.824 | 1       |
| 23       | Bielorrusia          | 18.208 | 1       |
| 24       | Suecia               | 15.900 | 1       |
| 25       | Eslovaquia           | 14.874 | 1       |
| 26       | Noruega              | 14.675 | 1       |
| 27       | Serbia               | 14.250 | 1       |
| 28       | Bulgaria             | 14.250 | 1       |
| 29       | Hungría              | 9.750  | 1       |
| 30       | Finlandia            | 9.133  | 1       |
| 31       | Georgia              | 8.666  | 1       |
| 32       | Bosnia y Herzegovina | 8.416  | 1       |
| 33       | Irlanda              | 7.375  | 1       |
| 34       | Eslovenia            | 7.124  | 1       |
| 35       | Lituania             | 6.875  | 1       |
| 36       | Moldavia             | 6.749  | 1       |

| Posición | Asociación        | Coef. | Equipos |
| -------- | ----------------- | ----- | ------- |
| 37       | Azerbaiyán        | 6.207 | 1       |
| 38       | Letonia           | 5.874 | 1       |
| 39       | Macedonia         | 5.666 | 1       |
| 40       | Kazajistán        | 5.333 | 1       |
| 41       | Islandia          | 5.332 | 1       |
| 42       | Montenegro        | 4.375 | 1       |
| 43       | Liechtenstein     | 4.000 | 0       |
| 44       | Albania           | 3.916 | 1       |
| 45       | Malta             | 3.083 | 1       |
| 46       | Gales             | 2.749 | 1       |
| 47       | Estonia           | 2.666 | 1       |
| 48       | Irlanda del Norte | 2.583 | 1       |
| 49       | Luxemburgo        | 2.333 | 1       |
| 50       | Armenia           | 2.208 | 1       |
| 51       | Islas Feroe       | 1.416 | 1       |
| 52       | Andorra           | 1.000 | 1       |
| 53       | San Marino        | 0.916 | 1       |

- Al equipo ganador de la Liga de Campeones, se le otorgará el privilegio de defender su título en el caso de que no se hubiesen clasificado para la competición en función de su posición en la liga doméstica. No obstante, existe una restricción de equipos participantes en la Liga de Campeones, a través de la cual no se permite la participación de más de cuatro equipos procedentes de una misma asociación, por lo que en caso de pertenecer a una de las tres primeras asociaciones del ranking la participación del defensor del título estará a expensas del último equipo clasificado de su respectiva asociación.

### Distribución
|                                            |                                            | Equipos que entran en esta fase | Equipos que provienen de la fase anterior                                                      |
| ------------------------------------------ | ------------------------------------------ | --- | ---------------------------------------------------------------------------------------------- |
| Primera Fase de Clasificación (4 equipos)  | Primera Fase de Clasificación (4 equipos)  | - 4 campeones de las asociaciones 50–53                                                                                                 |                                                                                                |
| Segunda Fase de Clasificación (34 equipos) | Segunda Fase de Clasificación (34 equipos) | - 32 campeones de las asociaciones 16–49 (excluyendo Liechtenstein)                                                                     | - 2 ganadores de la Primera Fase de Clasificación                                              |
| Tercera Fase de Clasificación              | Campeones (20 equipos)                     | - 3 campeones de las asociaciones 14–16                                                                                                 | - 17 ganadores de la Segunda Fase de Clasificación                                             |
| Tercera Fase de Clasificación              | No Campeones (10 equipos)                  | - 9 subcampeones de las asociaciones 7–15 - 1 tercero de la asociación 6                                                                |                                                                                                |
| Play-off                                   | Campeones (10 equipos)                     | | - 10 ganadores de la Tercera Fase de Clasificación de Campeones                                |
| Play-off                                   | No Campeones (10 equipos)                  | - 2 terceros de las asociaciones 4 y 5 - 3 cuartos de las asociaciones 1–3                                                              | - 5 ganadores de la Tercera Fase de Clasificación de No Campeones                              |
| Fase de grupos (32 equipos)                | Fase de grupos (32 equipos)                | - Campeón vigente - 13 campeones de las asociaciones 1–13 - 6 subcampeones de las asociaciones 1–6 - 3 terceros de las asociaciones 1–3 | - 5 ganadores de la eliminatoria de Campeones - 5 ganadores de la eliminatoria de No Campeones |
| Eliminatorias Directas (16 equipos)        | Eliminatorias Directas (16 equipos)        | | - 8 primeros de grupo - 8 segundos de grupo                                                    |

La distribución está sujeta a las consecuentes modificaciones derivadas del campeón de la edición anterior.

## Equipos
Las posiciones de los equipos en sus respectivas ligas se muestra entre paréntesis.
| Fase de grupos                | Fase de grupos              | Fase de grupos              | Fase de grupos           |
| ----------------------------- | --------------------------- | --------------------------- | ------------------------ |
| Manchester United (1.º)       | Bayern Múnich (1.º + CV)    | Benfica (2.º)               | Olympiacos (1.º)         |
| Manchester City (2.º)         | Borussia Dortmund (2.º)     | París Saint-Germain (1.º)   | Galatasaray (1°)         |
| Chelsea (3.º)                 | Bayer Leverkusen (3.º)      | Olympique de Marsella (2.º) | Anderlecht (1.º)         |
| Barcelona (1.º)               | Juventus (1.º)              | CSKA Moscú (1.º)            | Copenhague (1.º)         |
| Real Madrid (2.º)             | Napoli (2.º)                | Ajax (1.º)                  |                          |
| Atlético de Madrid (3.º)      | Porto (1.º)                 | Shakhtar Donetsk (1.º)      |                          |
| Play-off                      |                             |                             |                          |
| No Campeones                  |                             |                             |                          |
| Arsenal (4.º)                 | Schalke 04 (4.º)            | Milan (3.º)                 | Paços de Ferreira (3.º)  |
| Real Sociedad (4.º)           |                             |                             |                          |
| Tercera Fase de Clasificación |                             |                             |                          |
| Campeones                     | No Campeones                | No Campeones                | No Campeones             |
| Basilea (1.º)                 | Olympique de Lyon (3.º)     | PAOK Salónica (2.º)         | Nordsjælland (2.º)       |
| Austria Viena (1.º)           | Zenit San Petersburgo (2.º) | Fenerbahçe (2.º)            | Grasshoppers (2.º)       |
| APOEL Nicosia (1.º)           | PSV Eindhoven (2.º)         | Zulte-Waregem (2.º)         | Red Bull Salzburgo (2.º) |
|                               | Metalist Járkov (2.º)       |                             |                          |
| Segunda Fase de Clasificación |                             |                             |                          |
| Maccabi Tel Aviv (1.º)        | Slovan Bratislava (1.º)     | Sligo Rovers (1.º)          | FH (1.º)                 |
| Celtic (1.º)                  | Molde (1.º)                 | Maribor (1.º)               | Sutjeska Nikšić (1.º)    |
| Viktoria Plzeň (1.º)          | Partizan (1.º)              | Ekranas (1.º)               | Skënderbeu Korçë (1.º)   |
| Legia Varsovia (1.º)          | Ludogorets Razgrad (1.º)    | Sheriff Tiraspol (1.º)      | Birkirkara (1.º)         |
| Dinamo Zagreb (1.º)           | Győri (1°)                  | Neftchi Bakú (1.º)          | The New Saints (1.º)     |
| Steaua de Bucarest (1.º)      | Helsinki (1.º)              | Daugava Daugavpils (1.º)    | Nõmme Kalju (1.º)        |
| BATE Borisov (1.º)            | Dinamo Tbilisi (1.º)        | Vardar (1.º)                | Cliftonville (1.º)       |
| Elfsborg (1.º)                | Željezničar (1.º)           | Shakhter Karagandy (1.º)    | Fola Esch (1.º)          |
| Primera Fase de Clasificación |                             |                             |                          |
| Shirak (1.º)                  | EB/Streymur (1.º)           | Lusitanos (1.º)             | Tre Penne (1.º)          |

## Calendario
Todos los sorteos se llevarán a cabo en la sede de la UEFA en Nyon, Suiza a menos que se indique lo contrario.
| Fase                   | Ronda                         | Fecha del sorteo              | Partido de ida                       | Partido de vuelta                    |
| ---------------------- | ----------------------------- | ----------------------------- | ------------------------------------ | ------------------------------------ |
| Clasificación          | Primera Fase de clasificación | 24 de junio de 2013           | 2-3 de julio de 2013                 | 9–10 de julio de 2013                |
| Clasificación          | Segunda Fase de Clasificación | 24 de junio de 2013           | 16–17 de julio de 2013               | 23–24 de julio de 2013               |
| Clasificación          | Tercera Fase de Clasificación | 19 de julio de 2013           | 30-31 de julio de 2013               | 6–7 de agosto de 2013                |
| Play-off               | Ronda de la eliminatoria      | 9 de agosto de 2013           | 20–21 de agosto de 2013              | 27–28 de agosto de 2013              |
| Fase de grupos         | Primer Partido                | 29 de agosto de 2013 (Mónaco) | 17–18 de septiembre de 2013          | 17–18 de septiembre de 2013          |
| Fase de grupos         | Segundo partido               | 29 de agosto de 2013 (Mónaco) | 1–2 de octubre de 2013               | 1–2 de octubre de 2013               |
| Fase de grupos         | Tercer partido                | 29 de agosto de 2013 (Mónaco) | 22–23 de octubre de 2013             | 22–23 de octubre de 2013             |
| Fase de grupos         | Cuarto partido                | 29 de agosto de 2013 (Mónaco) | 5–6 de noviembre de 2013             | 5–6 de noviembre de 2013             |
| Fase de grupos         | Quinto partido                | 29 de agosto de 2013 (Mónaco) | 26–27 de noviembre de 2013           | 26–27 de noviembre de 2013           |
| Fase de grupos         | Sexto partido                 | 29 de agosto de 2013 (Mónaco) | 10–11 de diciembre de 2013           | 10–11 de diciembre de 2013           |
| Eliminatorias directas | Octavos de final              | 16 de diciembre de 2013       | 18–19 y 25–26 de febrero de 2014     | 11–12 y 18–19 de marzo de 2014       |
| Eliminatorias directas | Cuartos de final              | 21 de marzo de 2014           | 1–2 de abril de 2014                 | 8–9 de abril de 2014                 |
| Eliminatorias directas | Semifinales                   | 11 de abril de 2014           | 22–23 de abril de 2014               | 29-30 de abril de 2014               |
| Eliminatorias directas | Final                         | 11 de abril de 2014           | 24 de mayo de 2014 en Da Luz, Lisboa | 24 de mayo de 2014 en Da Luz, Lisboa |

## Rondas previas

### Primera ronda previa
Participaron los campeones de las 4 ligas con el coeficiente UEFA más bajo del año 2012. El sorteo tuvo lugar junto con el de las dos primeras rondas previas de la Liga Europa de la UEFA el 24 de junio de 2013; la ida de las eliminatorias se disputó el 2 de julio, mientras que la vuelta se jugó el 9 de julio.
| Equipo local ida | Resultado | Equipo visitante ida | Ida | Vuelta |
| ---------------- | --------- | -------------------- | --- | ------ |
| Shirak           | 3:1       | Tre Penne            | 3:0 | 0:1    |
| Lusitanos        | 3:7       | EB/Streymur          | 2:2 | 1:5    |

### Segunda ronda previa
El sorteo de la segunda ronda tuvo lugar nada más celebrarse el de la 1.ª ronda. Los 32 equipos campeones de las ligas clasificadas entre las posiciones 17 y 49 (ambas inclusive, y excluyendo a Liechtenstein, carente de una competición propia de liga) del ranking de coeficientes UEFA de 2012 participaron en esta ronda, a los que se le sumaron los dos clasificados de la ronda anterior. La ida de las eliminatorias se disputó el 16 y el 17 de julio, mientras que la vuelta se jugó el 23 y el 24 de julio.
| Equipo local ida  | Resultado | Equipo visitante ida | Ida | Vuelta |
| ----------------- | --------- | -------------------- | --- | ------ |
| Neftchi Bakú      | 0:1 (pr)  | Skënderbeu Korçë     | 0:0 | 0:1    |
| Steaua București  | 5:1       | Vardar               | 3:0 | 2:1    |
| Viktoria Plzeň    | 6:4       | Željezničar          | 4:3 | 2:1    |
| Sheriff Tiraspol  | 6:1       | Sutjeska Nikšić      | 1:1 | 5:0    |
| Birkirkara        | 0:2       | Maribor              | 0:0 | 0:2    |
| Sligo Rovers      | 0:3       | Molde                | 0:1 | 0:2    |
| Elfsborg          | 11:1      | Daugava Daugavpils   | 7:1 | 4:0    |
| Helsinki          | 1:2       | Nomme Kalju          | 0:0 | 1:2    |
| Ekranas           | 1:3       | FH                   | 0:1 | 1:2    |
| The New Saints    | 1:4       | Legia Varsovia       | 1:3 | 0:1    |
| Cliftonville      | 0:5       | Celtic               | 0:3 | 0:2    |
| Fola Esch         | 0:6       | Dinamo Zagreb        | 0:5 | 0:1    |
| Győri             | 1:4       | Maccabi Tel Aviv     | 0:2 | 1:2    |
| BATE              | 0:2       | Shakhter Karagandy   | 0:1 | 0:1    |
| Shirak            | 1:1 (v)   | Partizan             | 1:1 | 0:0    |
| Slovan Bratislava | 2:4       | Ludogorets Razgrad   | 2:1 | 0:3    |
| Dinamo Tbilisi    | 9:2       | EB/Streymur          | 6:1 | 3:1    |

### Tercera ronda previa
La ida de las eliminatorias se disputó el 30 y el 31 de julio, mientras que la vuelta se jugó el 6 y el 7 de agosto.

#### Tercera ronda previa para campeones de liga
Participaron los 17 ganadores de la ronda anterior junto a los campeones de las ligas clasificadas entre las posiciones 14 y 16 (ambas inclusive) del ranking de coeficientes UEFA de 2012.
| Equipo local ida   | Resultado | Equipo visitante ida | Ida | Vuelta |
| ------------------ | --------- | -------------------- | --- | ------ |
| Shakhter Karagandy | 5:3       | Skënderbeu Korçë     | 3:0 | 2:3    |
| Dinamo Tbilisi     | 1:3       | Steaua de Bucarest   | 0:2 | 1:1    |
| Nomme Kalju        | 2:10      | Viktoria Plzeň       | 0:4 | 2:6    |
| Dinamo Zagreb      | 4:0       | Sheriff Tiraspol     | 1:0 | 3:0    |
| APOEL Nicosia      | 1:1 (v)   | Maribor              | 1:1 | 0:0    |
| Molde              | 1:1 (v)   | Legia Varsovia       | 1:1 | 0:0    |
| Celtic             | 1:0       | Elfsborg             | 1:0 | 0:0    |
| Ludogorets Razgrad | 3:1       | Partizan             | 2:1 | 1:0    |
| Austria Viena      | 1:0       | FH                   | 1:0 | 0:0    |
| Basilea            | 4:3       | Maccabi Tel Aviv     | 1:0 | 3:3    |

#### Tercera ronda previa para no campeones de liga
Participaron los siguientes 10 equipos, pertenecientes a las ligas clasificadas entre las posiciones 6 y 15 (ambas inclusive) del ranking de coeficientes UEFA de 2012:
| Equipo local ida   | Resultado | Equipo visitante ida  | Ida | Vuelta |
| ------------------ | --------- | --------------------- | --- | ------ |
| Nordsjælland       | 0:6       | Zenit San Petersburgo | 0:1 | 0:5    |
| Red Bull Salzburgo | 2:4       | Fenerbahçe            | 1:1 | 1:3    |
| PAOK Salónica      | 1:3       | Metalist Járkov*      | 0:2 | 1:1    |
| PSV Eindhoven      | 5:0       | Zulte-Waregem         | 2:0 | 3:0    |
| Olympique de Lyon  | 2:0       | Grasshopper           | 1:0 | 1:0    |

- El Metalist Járkov ha sido descalificado de competiciones UEFA para la temporada actual, su plaza será ocupada por el PAOK, equipo que cayó a manos del equipo ucraniano.[1]

### Cuarta ronda previa (Ronda de play-off)
Los partidos de ida se jugarán el 20-21 de agosto, y los de vuelta el 27-28 de agosto.

#### Cuarta ronda previa para campeones de liga
Participarán los 10 ganadores de la ronda anterior de campeones de liga.
| Equipo local ida   | Resultado | Equipo visitante ida | Ida | Vuelta |
| ------------------ | --------- | -------------------- | --- | ------ |
| Dinamo Zagreb      | 3:4       | Austria Viena        | 0:2 | 3:2    |
| Ludogorets Razgrad | 2:6       | Basilea              | 2:4 | 0:2    |
| Viktoria Plzeň     | 4:1       | Maribor              | 3:1 | 1:0    |
| Shakhter Karagandy | 2:3       | Celtic               | 2:0 | 0:3    |
| Steaua de Bucarest | (v) 3:3   | Legia Varsovia       | 1:1 | 2:2    |

#### Cuarta ronda previa para no campeones de liga
Participarán los 5 ganadores de la ronda anterior de no campeones de liga junto a los siguientes equipos, pertenecientes a las cinco ligas con el coeficiente UEFA más alto de 2012:
| Equipo local ida  | Resultado | Equipo visitante ida  | Ida | Vuelta |
| ----------------- | --------- | --------------------- | --- | ------ |
| Olympique de Lyon | 0:4       | Real Sociedad         | 0:2 | 0:2    |
| Schalke 04        | 4:3       | PAOK Salónica         | 1:1 | 3:2    |
| Paços de Ferreira | 3:8       | Zenit San Petersburgo | 1:4 | 2:4    |
| PSV               | 1:4       | Milan                 | 1:1 | 0:3    |
| Fenerbahçe        | 0:5       | Arsenal               | 0:3 | 0:2    |

## Fase de grupos
En la fase de grupos participaron los 10 equipos clasificados de la cuarta ronda previa (5 de la de campeones de liga y 5 de los no campeones de liga) junto a los siguientes 22 equipos que clasificaron de forma directa, dando un total de 32 equipos para 8 grupos (Los equipos son calificados según sus coeficientes):

| 1.er bombo (Cabezas de serie)    | 2.º bombo                      | 3.er bombo                     | 4.º bombo                   |
| -------------------------------- | ------------------------------ | ------------------------------ | --------------------------- |
| Bayern Múnich (Campeón, 146.922) | Atlético de Madrid (99.605)    | Zenit San Petersburgo (70.766) | Copenhague (47.140)         |
| Barcelona (157.605)              | Shakhtar Donetsk (94.951)      | Manchester City (70.592)       | Napoli (46.829)             |
| Chelsea (137.592)                | Milan (93.829)                 | Ajax (64.945)                  | Anderlecht (44.880)         |
| Real Madrid (136.605)            | Schalke 04 (84.922)            | Borussia Dortmund (61.922)     | Celtic (37.538)             |
| Manchester United (130.592)      | Olympique de Marsella (78.800) | Basilea (59.785)               | Steaua de Bucarest (35.604) |
| Arsenal (113.592)                | CSKA Moscú (77.766)            | Olympiacos (57.800)            | Viktoria Plzeň (28.745)     |
| Porto (104.833)                  | París Saint-Germain (71.800)   | Galatasaray (54.400)           | Real Sociedad (17.605)      |
| Benfica (102.833)                | Juventus (70.829)              | Bayer Leverkusen (53.922)      | Austria Viena (16.575)      |

|  | Equipos clasificados para los Octavos de final.                              |
|  | Equipos repescados para los Dieciseisavos de final de la UEFA Europa League. |
|  | Equipos eliminados de la competición.                                        |

### Grupo A
| Equipo            | Pts | PJ | PG | PE | PP | GF | GC | Dif |
| ----------------- | --- | -- | -- | -- | -- | -- | -- | --- |
| Manchester United | 14  | 6  | 4  | 2  | 0  | 12 | 3  | +9  |
| Bayer Leverkusen  | 10  | 6  | 3  | 1  | 2  | 9  | 10 | -1  |
| Shakhtar Donetsk  | 8   | 6  | 2  | 2  | 2  | 7  | 6  | +1  |
| Real Sociedad     | 1   | 6  | 0  | 1  | 5  | 1  | 10 | -9  |

| \| Fecha \| Lugar \| Local \| Resultado \| Visitante \| \| ------------------------ \| ----------------- \| ----------------- \| --------- \| ----------------- \| \| 17 de septiembre de 2013 \| Old Trafford \| Manchester United \| 4:2 \| Bayer Leverkusen \| \| 17 de septiembre de 2013 \| Estadio de Anoeta \| Real Sociedad \| 0:2 \| Shakhtar Donetsk \| \| 2 de octubre de 2013 \| Donbass Arena \| Shakhtar Donetsk \| 1:1 \| Manchester United \| \| 2 de octubre de 2013 \| BayArena \| Bayer Leverkusen \| 2:1 \| Real Sociedad \| \| 23 de octubre de 2013 \| BayArena \| Bayer Leverkusen \| 4:0 \| Shakhtar Donetsk \| \| 23 de octubre de 2013 \| Old Trafford \| Manchester United \| 1:0 \| Real Sociedad \| \| 5 de noviembre de 2013 \| Donbass Arena \| Shakhtar Donetsk \| 0:0 \| Bayer Leverkusen \| \| 5 de noviembre de 2013 \| Estadio de Anoeta \| Real Sociedad \| 0:0 \| Manchester United \| \| 27 de noviembre de 2013 \| BayArena \| Bayer Leverkusen \| 0:5 \| Manchester United \| \| 27 de noviembre de 2013 \| Donbass Arena \| Shakhtar Donetsk \| 4:0 \| Real Sociedad \| \| 10 de diciembre de 2013 \| Old Trafford \| Manchester United \| 1:0 \| Shakhtar Donetsk \| \| 10 de diciembre de 2013 \| Estadio de Anoeta \| Real Sociedad \| 0:1 \| Bayer Leverkusen \| |                   |                   |           |                   |
| Fecha | Lugar             | Local             | Resultado | Visitante         |
| 17 de septiembre de 2013 | Old Trafford      | Manchester United | 4:2       | Bayer Leverkusen  |
| 17 de septiembre de 2013 | Estadio de Anoeta | Real Sociedad     | 0:2       | Shakhtar Donetsk  |
| 2 de octubre de 2013 | Donbass Arena     | Shakhtar Donetsk  | 1:1       | Manchester United |
| 2 de octubre de 2013 | BayArena          | Bayer Leverkusen  | 2:1       | Real Sociedad     |
| 23 de octubre de 2013 | BayArena          | Bayer Leverkusen  | 4:0       | Shakhtar Donetsk  |
| 23 de octubre de 2013 | Old Trafford      | Manchester United | 1:0       | Real Sociedad     |
| 5 de noviembre de 2013 | Donbass Arena     | Shakhtar Donetsk  | 0:0       | Bayer Leverkusen  |
| 5 de noviembre de 2013 | Estadio de Anoeta | Real Sociedad     | 0:0       | Manchester United |
| 27 de noviembre de 2013 | BayArena          | Bayer Leverkusen  | 0:5       | Manchester United |
| 27 de noviembre de 2013 | Donbass Arena     | Shakhtar Donetsk  | 4:0       | Real Sociedad     |
| 10 de diciembre de 2013 | Old Trafford      | Manchester United | 1:0       | Shakhtar Donetsk  |
| 10 de diciembre de 2013 | Estadio de Anoeta | Real Sociedad     | 0:1       | Bayer Leverkusen  |

### Grupo B
| Equipo      | Pts | PJ | PG | PE | PP | GF | GC | Dif |
| ----------- | --- | -- | -- | -- | -- | -- | -- | --- |
| Real Madrid | 16  | 6  | 5  | 1  | 0  | 20 | 5  | +15 |
| Galatasaray | 7   | 6  | 2  | 1  | 3  | 8  | 14 | -6  |
| Juventus    | 6   | 6  | 1  | 3  | 2  | 9  | 9  | 0   |
| Copenhague  | 4   | 6  | 1  | 1  | 4  | 4  | 13 | -9  |

| \| Fecha \| Lugar \| Local \| Resultado \| Visitante \| \| ------------------------ \| --------------------------- \| ----------- \| --------- \| ----------- \| \| 17 de septiembre de 2013 \| Ali Sami Yen Spor Kompleksi \| Galatasaray \| 1:6 \| Real Madrid \| \| 17 de septiembre de 2013 \| Parken Stadion \| Copenhague \| 1:1 \| Juventus \| \| 2 de octubre de 2013 \| Juventus Stadium \| Juventus \| 2:2 \| Galatasaray \| \| 2 de octubre de 2013 \| Estadio Santiago Bernabéu \| Real Madrid \| 4:0 \| Copenhague \| \| 23 de octubre de 2013 \| Estadio Santiago Bernabéu \| Real Madrid \| 2:1 \| Juventus \| \| 23 de octubre de 2013 \| Ali Sami Yen Spor Kompleksi \| Galatasaray \| 3:1 \| Copenhague \| \| 5 de noviembre de 2013 \| Juventus Stadium \| Juventus \| 2:2 \| Real Madrid \| \| 5 de noviembre de 2013 \| Parken Stadion \| Copenhague \| 1:0 \| Galatasaray \| \| 27 de noviembre de 2013 \| Estadio Santiago Bernabéu \| Real Madrid \| 4:1 \| Galatasaray \| \| 27 de noviembre de 2013 \| Juventus Stadium \| Juventus \| 3:1 \| Copenhague \| \| 10 de diciembre de 2013 \| Ali Sami Yen Spor Kompleksi \| Galatasaray \| 1:0 \| Juventus \| \| 10 de diciembre de 2013 \| Parken Stadion \| Copenhague \| 0:2 \| Real Madrid \| |                             |             |           |             |
| Fecha | Lugar                       | Local       | Resultado | Visitante   |
| 17 de septiembre de 2013 | Ali Sami Yen Spor Kompleksi | Galatasaray | 1:6       | Real Madrid |
| 17 de septiembre de 2013 | Parken Stadion              | Copenhague  | 1:1       | Juventus    |
| 2 de octubre de 2013 | Juventus Stadium            | Juventus    | 2:2       | Galatasaray |
| 2 de octubre de 2013 | Estadio Santiago Bernabéu   | Real Madrid | 4:0       | Copenhague  |
| 23 de octubre de 2013 | Estadio Santiago Bernabéu   | Real Madrid | 2:1       | Juventus    |
| 23 de octubre de 2013 | Ali Sami Yen Spor Kompleksi | Galatasaray | 3:1       | Copenhague  |
| 5 de noviembre de 2013 | Juventus Stadium            | Juventus    | 2:2       | Real Madrid |
| 5 de noviembre de 2013 | Parken Stadion              | Copenhague  | 1:0       | Galatasaray |
| 27 de noviembre de 2013 | Estadio Santiago Bernabéu   | Real Madrid | 4:1       | Galatasaray |
| 27 de noviembre de 2013 | Juventus Stadium            | Juventus    | 3:1       | Copenhague  |
| 10 de diciembre de 2013 | Ali Sami Yen Spor Kompleksi | Galatasaray | 1:0       | Juventus    |
| 10 de diciembre de 2013 | Parken Stadion              | Copenhague  | 0:2       | Real Madrid |

### Grupo C
| Equipo              | Pts | PJ | PG | PE | PP | GF | GC | Dif |
| ------------------- | --- | -- | -- | -- | -- | -- | -- | --- |
| París Saint-Germain | 13  | 6  | 4  | 1  | 1  | 16 | 5  | +11 |
| Olympiacos          | 10  | 6  | 3  | 1  | 2  | 10 | 8  | +2  |
| Benfica             | 10  | 6  | 3  | 1  | 2  | 8  | 8  | 0   |
| Anderlecht          | 1   | 6  | 0  | 1  | 5  | 4  | 17 | -13 |

| \| Fecha \| Lugar \| Local \| Resultado \| Visitante \| \| ------------------------ \| ----------------------------- \| ------------------- \| --------- \| ------------------- \| \| 17 de septiembre de 2013 \| Estádio da Luz \| Benfica \| 2:0 \| Anderlecht \| \| 17 de septiembre de 2013 \| Estadio Georgios Karaiskakis \| Olympiacos \| 1:4 \| París Saint-Germain \| \| 2 de octubre de 2013 \| Parc des Princes \| París Saint-Germain \| 3:0 \| Benfica \| \| 2 de octubre de 2013 \| Estadio Constant Vanden Stock \| Anderlecht \| 0:3 \| Olympiacos \| \| 23 de octubre de 2013 \| Estadio Constant Vanden Stock \| Anderlecht \| 0:5 \| París Saint-Germain \| \| 23 de octubre de 2013 \| Estádio da Luz \| Benfica \| 1:1 \| Olympiacos \| \| 5 de noviembre de 2013 \| Parc des Princes \| París Saint-Germain \| 1:1 \| Anderlecht \| \| 5 de noviembre de 2013 \| Estadio Georgios Karaiskakis \| Olympiacos \| 1:0 \| Benfica \| \| 27 de noviembre de 2013 \| Estadio Constant Vanden Stock \| Anderlecht \| 2:3 \| Benfica \| \| 27 de noviembre de 2013 \| Parc des Princes \| París Saint-Germain \| 2:1 \| Olympiacos \| \| 10 de diciembre de 2013 \| Estádio da Luz \| Benfica \| 2:1 \| París Saint-Germain \| \| 10 de diciembre de 2013 \| Estadio Georgios Karaiskakis \| Olympiacos \| 3:1 \| Anderlecht \| |                               |                     |           |                     |
| Fecha | Lugar                         | Local               | Resultado | Visitante           |
| 17 de septiembre de 2013 | Estádio da Luz                | Benfica             | 2:0       | Anderlecht          |
| 17 de septiembre de 2013 | Estadio Georgios Karaiskakis  | Olympiacos          | 1:4       | París Saint-Germain |
| 2 de octubre de 2013 | Parc des Princes              | París Saint-Germain | 3:0       | Benfica             |
| 2 de octubre de 2013 | Estadio Constant Vanden Stock | Anderlecht          | 0:3       | Olympiacos          |
| 23 de octubre de 2013 | Estadio Constant Vanden Stock | Anderlecht          | 0:5       | París Saint-Germain |
| 23 de octubre de 2013 | Estádio da Luz                | Benfica             | 1:1       | Olympiacos          |
| 5 de noviembre de 2013 | Parc des Princes              | París Saint-Germain | 1:1       | Anderlecht          |
| 5 de noviembre de 2013 | Estadio Georgios Karaiskakis  | Olympiacos          | 1:0       | Benfica             |
| 27 de noviembre de 2013 | Estadio Constant Vanden Stock | Anderlecht          | 2:3       | Benfica             |
| 27 de noviembre de 2013 | Parc des Princes              | París Saint-Germain | 2:1       | Olympiacos          |
| 10 de diciembre de 2013 | Estádio da Luz                | Benfica             | 2:1       | París Saint-Germain |
| 10 de diciembre de 2013 | Estadio Georgios Karaiskakis  | Olympiacos          | 3:1       | Anderlecht          |

### Grupo D
| Equipo          | Pts | PJ | PG | PE | PP | GF | GC | Dif |
| --------------- | --- | -- | -- | -- | -- | -- | -- | --- |
| Bayern Múnich   | 15  | 6  | 5  | 0  | 1  | 17 | 5  | +12 |
| Manchester City | 15  | 6  | 5  | 0  | 1  | 18 | 10 | +8  |
| Viktoria Plzeň  | 3   | 6  | 1  | 0  | 5  | 6  | 17 | -11 |
| CSKA Moscú      | 3   | 6  | 1  | 0  | 5  | 8  | 17 | -9  |

| \| Fecha \| Lugar \| Local \| Resultado \| Visitante \| \| ------------------------ \| ---------------------------- \| --------------- \| --------- \| --------------- \| \| 17 de septiembre de 2013 \| Fußball Arena München \| Bayern Múnich \| 3:0 \| CSKA Moscú \| \| 17 de septiembre de 2013 \| Stadion města Plzně \| Viktoria Plzeň \| 0:3 \| Manchester City \| \| 2 de octubre de 2013 \| Estadio Ciudad de Mánchester \| Manchester City \| 1:3 \| Bayern Múnich \| \| 2 de octubre de 2013 \| Arena Khimki \| CSKA Moscú \| 3:2 \| Viktoria Plzeň \| \| 23 de octubre de 2013 \| Arena Khimki \| CSKA Moscú \| 1:2 \| Manchester City \| \| 23 de octubre de 2013 \| Fußball Arena München \| Bayern Múnich \| 5:0 \| Viktoria Plzeň \| \| 5 de noviembre de 2013 \| Estadio Ciudad de Mánchester \| Manchester City \| 5:2 \| CSKA Moscú \| \| 5 de noviembre de 2013 \| Stadion města Plzně \| Viktoria Plzeň \| 0:1 \| Bayern Múnich \| \| 27 de noviembre de 2013 \| Arena Khimki \| CSKA Moscú \| 1:3 \| Bayern Múnich \| \| 27 de noviembre de 2013 \| Estadio Ciudad de Mánchester \| Manchester City \| 4:2 \| Viktoria Plzeň \| \| 10 de diciembre de 2013 \| Fußball Arena München \| Bayern Múnich \| 2:3 \| Manchester City \| \| 10 de diciembre de 2013 \| Stadion města Plzně \| Viktoria Plzeň \| 2:1 \| CSKA Moscú \| |                              |                 |           |                 |
| Fecha | Lugar                        | Local           | Resultado | Visitante       |
| 17 de septiembre de 2013 | Fußball Arena München        | Bayern Múnich   | 3:0       | CSKA Moscú      |
| 17 de septiembre de 2013 | Stadion města Plzně          | Viktoria Plzeň  | 0:3       | Manchester City |
| 2 de octubre de 2013 | Estadio Ciudad de Mánchester | Manchester City | 1:3       | Bayern Múnich   |
| 2 de octubre de 2013 | Arena Khimki                 | CSKA Moscú      | 3:2       | Viktoria Plzeň  |
| 23 de octubre de 2013 | Arena Khimki                 | CSKA Moscú      | 1:2       | Manchester City |
| 23 de octubre de 2013 | Fußball Arena München        | Bayern Múnich   | 5:0       | Viktoria Plzeň  |
| 5 de noviembre de 2013 | Estadio Ciudad de Mánchester | Manchester City | 5:2       | CSKA Moscú      |
| 5 de noviembre de 2013 | Stadion města Plzně          | Viktoria Plzeň  | 0:1       | Bayern Múnich   |
| 27 de noviembre de 2013 | Arena Khimki                 | CSKA Moscú      | 1:3       | Bayern Múnich   |
| 27 de noviembre de 2013 | Estadio Ciudad de Mánchester | Manchester City | 4:2       | Viktoria Plzeň  |
| 10 de diciembre de 2013 | Fußball Arena München        | Bayern Múnich   | 2:3       | Manchester City |
| 10 de diciembre de 2013 | Stadion města Plzně          | Viktoria Plzeň  | 2:1       | CSKA Moscú      |

### Grupo E
| Equipo             | Pts | PJ | PG | PE | PP | GF | GC | Dif |
| ------------------ | --- | -- | -- | -- | -- | -- | -- | --- |
| Chelsea            | 12  | 6  | 4  | 0  | 2  | 12 | 3  | +9  |
| Schalke 04         | 10  | 6  | 3  | 1  | 2  | 6  | 6  | 0   |
| Basilea            | 8   | 6  | 2  | 2  | 2  | 5  | 6  | -1  |
| Steaua de Bucarest | 3   | 6  | 0  | 3  | 3  | 2  | 10 | -8  |

| \| Fecha \| Lugar \| Local \| Resultado \| Visitante \| \| ------------------------ \| ----------------- \| ------------------ \| --------- \| ------------------ \| \| 18 de septiembre de 2013 \| Arena AufSchalke \| Schalke 04 \| 3:0 \| Steaua de Bucarest \| \| 18 de septiembre de 2013 \| Stamford Bridge \| Chelsea \| 1:2 \| Basilea \| \| 1 de octubre de 2013 \| St. Jakob Park \| Basilea \| 0:1 \| Schalke 04 \| \| 1 de octubre de 2013 \| Stadionul Ghencea \| Steaua de Bucarest \| 0:4 \| Chelsea \| \| 22 de octubre de 2013 \| Stadionul Ghencea \| Steaua de Bucarest \| 1:1 \| Basilea \| \| 22 de octubre de 2013 \| Arena AufSchalke \| Schalke 04 \| 0:3 \| Chelsea \| \| 6 de noviembre de 2013 \| St. Jakob Park \| Basilea \| 1:1 \| Steaua de Bucarest \| \| 6 de noviembre de 2013 \| Stamford Bridge \| Chelsea \| 3:0 \| Schalke 04 \| \| 26 de noviembre de 2013 \| Stadionul Ghencea \| Steaua de Bucarest \| 0:0 \| Schalke 04 \| \| 26 de noviembre de 2013 \| St. Jakob Park \| Basilea \| 1:0 \| Chelsea \| \| 11 de diciembre de 2013 \| Arena AufSchalke \| Schalke 04 \| 2:0 \| Basilea \| \| 11 de diciembre de 2013 \| Stamford Bridge \| Chelsea \| 1:0 \| Steaua de Bucarest \| |                   |                    |           |                    |
| Fecha | Lugar             | Local              | Resultado | Visitante          |
| 18 de septiembre de 2013 | Arena AufSchalke  | Schalke 04         | 3:0       | Steaua de Bucarest |
| 18 de septiembre de 2013 | Stamford Bridge   | Chelsea            | 1:2       | Basilea            |
| 1 de octubre de 2013 | St. Jakob Park    | Basilea            | 0:1       | Schalke 04         |
| 1 de octubre de 2013 | Stadionul Ghencea | Steaua de Bucarest | 0:4       | Chelsea            |
| 22 de octubre de 2013 | Stadionul Ghencea | Steaua de Bucarest | 1:1       | Basilea            |
| 22 de octubre de 2013 | Arena AufSchalke  | Schalke 04         | 0:3       | Chelsea            |
| 6 de noviembre de 2013 | St. Jakob Park    | Basilea            | 1:1       | Steaua de Bucarest |
| 6 de noviembre de 2013 | Stamford Bridge   | Chelsea            | 3:0       | Schalke 04         |
| 26 de noviembre de 2013 | Stadionul Ghencea | Steaua de Bucarest | 0:0       | Schalke 04         |
| 26 de noviembre de 2013 | St. Jakob Park    | Basilea            | 1:0       | Chelsea            |
| 11 de diciembre de 2013 | Arena AufSchalke  | Schalke 04         | 2:0       | Basilea            |
| 11 de diciembre de 2013 | Stamford Bridge   | Chelsea            | 1:0       | Steaua de Bucarest |

### Grupo F
| Equipo                | Pts | PJ | PG | PE | PP | GF | GC | Dif |
| --------------------- | --- | -- | -- | -- | -- | -- | -- | --- |
| Borussia Dortmund     | 12  | 6  | 4  | 0  | 2  | 11 | 6  | +5  |
| Arsenal               | 12  | 6  | 4  | 0  | 2  | 8  | 5  | +3  |
| Napoli                | 12  | 6  | 4  | 0  | 2  | 10 | 9  | +1  |
| Olympique de Marsella | 0   | 6  | 0  | 0  | 6  | 5  | 14 | -9  |

| \| Fecha \| Lugar \| Local \| Resultado \| Visitante \| \| ------------------------ \| -------------------- \| --------------------- \| --------- \| --------------------- \| \| 18 de septiembre de 2013 \| Stade Vélodrome \| Olympique de Marsella \| 1:2 \| Arsenal \| \| 18 de septiembre de 2013 \| Estadio San Paolo \| Napoli \| 2:1 \| Borussia Dortmund \| \| 1 de octubre de 2013 \| BVB Stadion Dortmund \| Borussia Dortmund \| 3:0 \| Olympique de Marsella \| \| 1 de octubre de 2013 \| Arsenal Stadium \| Arsenal \| 2:0 \| Napoli \| \| 22 de octubre de 2013 \| Arsenal Stadium \| Arsenal \| 1:2 \| Borussia Dortmund \| \| 22 de octubre de 2013 \| Stade Vélodrome \| Olympique de Marsella \| 1:2 \| Napoli \| \| 6 de noviembre de 2013 \| BVB Stadion Dortmund \| Borussia Dortmund \| 0:1 \| Arsenal \| \| 6 de noviembre de 2013 \| Estadio San Paolo \| Napoli \| 3:2 \| Olympique de Marsella \| \| 26 de noviembre de 2013 \| Arsenal Stadium \| Arsenal \| 2:0 \| Olympique de Marsella \| \| 26 de noviembre de 2013 \| BVB Stadion Dortmund \| Borussia Dortmund \| 3:1 \| Napoli \| \| 11 de diciembre de 2013 \| Stade Vélodrome \| Olympique de Marsella \| 1:2 \| Borussia Dortmund \| \| 11 de diciembre de 2013 \| Estadio San Paolo \| Napoli \| 2:0 \| Arsenal \| |                      |                       |           |                       |
| Fecha | Lugar                | Local                 | Resultado | Visitante             |
| 18 de septiembre de 2013 | Stade Vélodrome      | Olympique de Marsella | 1:2       | Arsenal               |
| 18 de septiembre de 2013 | Estadio San Paolo    | Napoli                | 2:1       | Borussia Dortmund     |
| 1 de octubre de 2013 | BVB Stadion Dortmund | Borussia Dortmund     | 3:0       | Olympique de Marsella |
| 1 de octubre de 2013 | Arsenal Stadium      | Arsenal               | 2:0       | Napoli                |
| 22 de octubre de 2013 | Arsenal Stadium      | Arsenal               | 1:2       | Borussia Dortmund     |
| 22 de octubre de 2013 | Stade Vélodrome      | Olympique de Marsella | 1:2       | Napoli                |
| 6 de noviembre de 2013 | BVB Stadion Dortmund | Borussia Dortmund     | 0:1       | Arsenal               |
| 6 de noviembre de 2013 | Estadio San Paolo    | Napoli                | 3:2       | Olympique de Marsella |
| 26 de noviembre de 2013 | Arsenal Stadium      | Arsenal               | 2:0       | Olympique de Marsella |
| 26 de noviembre de 2013 | BVB Stadion Dortmund | Borussia Dortmund     | 3:1       | Napoli                |
| 11 de diciembre de 2013 | Stade Vélodrome      | Olympique de Marsella | 1:2       | Borussia Dortmund     |
| 11 de diciembre de 2013 | Estadio San Paolo    | Napoli                | 2:0       | Arsenal               |

### Grupo G
| Equipo                | Pts | PJ | PG | PE | PP | GF | GC | Dif |
| --------------------- | --- | -- | -- | -- | -- | -- | -- | --- |
| Atlético de Madrid    | 16  | 6  | 5  | 1  | 0  | 15 | 3  | +12 |
| Zenit San Petersburgo | 6   | 6  | 1  | 3  | 2  | 5  | 9  | -4  |
| Porto                 | 5   | 6  | 1  | 2  | 3  | 4  | 7  | -3  |
| Austria Viena         | 5   | 6  | 1  | 2  | 3  | 5  | 10 | -5  |

| \| Fecha \| Lugar \| Local \| Resultado \| Visitante \| \| ------------------------ \| ------------------------ \| --------------------- \| --------- \| --------------------- \| \| 18 de septiembre de 2013 \| Estadio Franz Horr \| Austria Viena \| 0:1 \| Porto \| \| 18 de septiembre de 2013 \| Estadio Vicente Calderón \| Atlético de Madrid \| 3:1 \| Zenit San Petersburgo \| \| 1 de octubre de 2013 \| Estadio Petrovsky \| Zenit San Petersburgo \| 0:0 \| Austria Viena \| \| 1 de octubre de 2013 \| Estádio do Dragão \| Porto \| 1:2 \| Atlético de Madrid \| \| 22 de octubre de 2013 \| Estádio do Dragão \| Porto \| 0:1 \| Zenit San Petersburgo \| \| 22 de octubre de 2013 \| Estadio Franz Horr \| Austria Viena \| 0:3 \| Atlético de Madrid \| \| 6 de noviembre de 2013 \| Estadio Petrovsky \| Zenit San Petersburgo \| 1:1 \| Porto \| \| 6 de noviembre de 2013 \| Estadio Vicente Calderón \| Atlético de Madrid \| 4:0 \| Austria Viena \| \| 26 de noviembre de 2013 \| Estádio do Dragão \| Porto \| 1:1 \| Austria Viena \| \| 26 de noviembre de 2013 \| Estadio Petrovsky \| Zenit San Petersburgo \| 1:1 \| Atlético de Madrid \| \| 11 de diciembre de 2013 \| Estadio Franz Horr \| Austria Viena \| 4:1 \| Zenit San Petersburgo \| \| 11 de diciembre de 2013 \| Estadio Vicente Calderón \| Atlético de Madrid \| 2:0 \| Porto \| |                          |                       |           |                       |
| Fecha | Lugar                    | Local                 | Resultado | Visitante             |
| 18 de septiembre de 2013 | Estadio Franz Horr       | Austria Viena         | 0:1       | Porto                 |
| 18 de septiembre de 2013 | Estadio Vicente Calderón | Atlético de Madrid    | 3:1       | Zenit San Petersburgo |
| 1 de octubre de 2013 | Estadio Petrovsky        | Zenit San Petersburgo | 0:0       | Austria Viena         |
| 1 de octubre de 2013 | Estádio do Dragão        | Porto                 | 1:2       | Atlético de Madrid    |
| 22 de octubre de 2013 | Estádio do Dragão        | Porto                 | 0:1       | Zenit San Petersburgo |
| 22 de octubre de 2013 | Estadio Franz Horr       | Austria Viena         | 0:3       | Atlético de Madrid    |
| 6 de noviembre de 2013 | Estadio Petrovsky        | Zenit San Petersburgo | 1:1       | Porto                 |
| 6 de noviembre de 2013 | Estadio Vicente Calderón | Atlético de Madrid    | 4:0       | Austria Viena         |
| 26 de noviembre de 2013 | Estádio do Dragão        | Porto                 | 1:1       | Austria Viena         |
| 26 de noviembre de 2013 | Estadio Petrovsky        | Zenit San Petersburgo | 1:1       | Atlético de Madrid    |
| 11 de diciembre de 2013 | Estadio Franz Horr       | Austria Viena         | 4:1       | Zenit San Petersburgo |
| 11 de diciembre de 2013 | Estadio Vicente Calderón | Atlético de Madrid    | 2:0       | Porto                 |

### Grupo H
| Equipo    | Pts | PJ | PG | PE | PP | GF | GC | Dif |
| --------- | --- | -- | -- | -- | -- | -- | -- | --- |
| Barcelona | 13  | 6  | 4  | 1  | 1  | 16 | 5  | +11 |
| Milan     | 9   | 6  | 2  | 3  | 1  | 8  | 5  | +3  |
| Ajax      | 8   | 6  | 2  | 2  | 2  | 5  | 8  | -3  |
| Celtic    | 3   | 6  | 1  | 0  | 5  | 3  | 14 | -11 |

| \| Fecha \| Lugar \| Local \| Resultado \| Visitante \| \| ------------------------ \| --------------- \| --------- \| --------- \| --------- \| \| 18 de septiembre de 2013 \| San Siro \| Milan \| 2:0 \| Celtic \| \| 18 de septiembre de 2013 \| Camp Nou \| Barcelona \| 4:0 \| Ajax \| \| 1 de octubre de 2013 \| Ámsterdam Arena \| Ajax \| 1:1 \| Milán \| \| 1 de octubre de 2013 \| Celtic Park \| Celtic \| 0:1 \| Barcelona \| \| 22 de octubre de 2013 \| Celtic Park \| Celtic \| 2:1 \| Ajax \| \| 22 de octubre de 2013 \| San Siro \| Milán \| 1:1 \| Barcelona \| \| 6 de noviembre de 2013 \| Ámsterdam Arena \| Ajax \| 1:0 \| Celtic \| \| 6 de noviembre de 2013 \| Camp Nou \| Barcelona \| 3:1 \| Milán \| \| 26 de noviembre de 2013 \| Celtic Park \| Celtic \| 0:3 \| Milan \| \| 26 de noviembre de 2013 \| Ámsterdam Arena \| Ajax \| 2:1 \| Barcelona \| \| 11 de diciembre de 2013 \| San Siro \| Milán \| 0:0 \| Ajax \| \| 11 de diciembre de 2013 \| Camp Nou \| Barcelona \| 6:1 \| Celtic \| |                 |           |           |           |
| Fecha | Lugar           | Local     | Resultado | Visitante |
| 18 de septiembre de 2013 | San Siro        | Milan     | 2:0       | Celtic    |
| 18 de septiembre de 2013 | Camp Nou        | Barcelona | 4:0       | Ajax      |
| 1 de octubre de 2013 | Ámsterdam Arena | Ajax      | 1:1       | Milán     |
| 1 de octubre de 2013 | Celtic Park     | Celtic    | 0:1       | Barcelona |
| 22 de octubre de 2013 | Celtic Park     | Celtic    | 2:1       | Ajax      |
| 22 de octubre de 2013 | San Siro        | Milán     | 1:1       | Barcelona |
| 6 de noviembre de 2013 | Ámsterdam Arena | Ajax      | 1:0       | Celtic    |
| 6 de noviembre de 2013 | Camp Nou        | Barcelona | 3:1       | Milán     |
| 26 de noviembre de 2013 | Celtic Park     | Celtic    | 0:3       | Milan     |
| 26 de noviembre de 2013 | Ámsterdam Arena | Ajax      | 2:1       | Barcelona |
| 11 de diciembre de 2013 | San Siro        | Milán     | 0:0       | Ajax      |
| 11 de diciembre de 2013 | Camp Nou        | Barcelona | 6:1       | Celtic    |

## Segunda fase
La fase final de la competición se disputa en eliminatorias a doble partido, salvo la final, jugada a partido único. En estos encuentros rige la regla del gol de visitante, que determina que el equipo que haya marcado más goles como visitante gana la eliminatoria si hay empate en la diferencia de goles. En caso de estar la eliminatoria empatada tras los 180 minutos de ambos partidos se disputará una prórroga de 30 minutos, y si ésta termina sin goles la eliminatoria se decidirá en una tanda de penaltis.

### Equipos clasificados

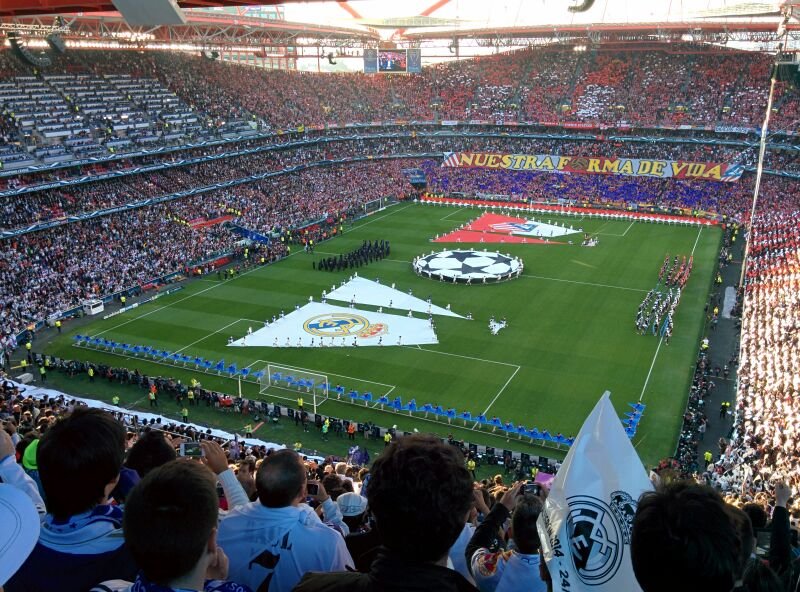
Prolegómenos de la final entre el Real Madrid y el Atlético de Madrid.

Un total de dieciséis clasificados disputaron la fase eliminatoria final de la competición. En esta edición del torneo cada una de las instancias de la segunda fase (octavos de final, cuartos de final y semifinales) fueron sorteadas. A partir de cuartos de final y en semifinales no hubo cabezas de serie por lo que pudieron enfrentarse clubes del mismo país. Ejerció de local el primer partido de cada llave el equipo que salió primero en el sorteo.
Los equipos fueron divididos en dos bombos (líderes de grupo o cabezas de serie, y segundos clasificados).
| 1.er bombo (Líderes de grupo) | 2.º bombo             |
| ----------------------------- | --------------------- |
| Manchester United             | Bayer Leverkusen      |
| Real Madrid                   | Galatasaray           |
| París Saint-Germain           | Olympiacos            |
| Bayern Múnich                 | Manchester City       |
| Chelsea                       | Schalke 04            |
| Borussia Dortmund             | Arsenal               |
| Atlético de Madrid            | Zenit San Petersburgo |
| Barcelona                     | Milán                 |

|  | Octavos de final                                                     | Octavos de final                                                     | Octavos de final                                                     | Octavos de final                                                     | Octavos de final                                                     |   |    | Cuartos de final                                             | Cuartos de final                                             | Cuartos de final                                             | Cuartos de final                                             | Cuartos de final                                             |  |    | Semifinales                                                      | Semifinales                                                      | Semifinales                                                      | Semifinales                                                      | Semifinales                                                      |  |    | Final                                     | Final                                     | Final                                     |  |
|  | 18 al 26 de febrero de 2014 (ida) 11 al 19 de marzo de 2014 (vuelta) | 18 al 26 de febrero de 2014 (ida) 11 al 19 de marzo de 2014 (vuelta) | 18 al 26 de febrero de 2014 (ida) 11 al 19 de marzo de 2014 (vuelta) | 18 al 26 de febrero de 2014 (ida) 11 al 19 de marzo de 2014 (vuelta) | 18 al 26 de febrero de 2014 (ida) 11 al 19 de marzo de 2014 (vuelta) |   |    | 1 y 2 de abril de 2014 (ida) 8 y 9 de abril de 2014 (vuelta) | 1 y 2 de abril de 2014 (ida) 8 y 9 de abril de 2014 (vuelta) | 1 y 2 de abril de 2014 (ida) 8 y 9 de abril de 2014 (vuelta) | 1 y 2 de abril de 2014 (ida) 8 y 9 de abril de 2014 (vuelta) | 1 y 2 de abril de 2014 (ida) 8 y 9 de abril de 2014 (vuelta) |  |    | 22 y 23 de abril de 2014 (ida) 29 y 30 de abril de 2014 (vuelta) | 22 y 23 de abril de 2014 (ida) 29 y 30 de abril de 2014 (vuelta) | 22 y 23 de abril de 2014 (ida) 29 y 30 de abril de 2014 (vuelta) | 22 y 23 de abril de 2014 (ida) 29 y 30 de abril de 2014 (vuelta) | 22 y 23 de abril de 2014 (ida) 29 y 30 de abril de 2014 (vuelta) |  |    | 24 de mayo de 2014 Estádio da Luz, Lisboa | 24 de mayo de 2014 Estádio da Luz, Lisboa | 24 de mayo de 2014 Estádio da Luz, Lisboa |  |
|  |                                                                      |                                                                      |                                                                      |                                                                      |                                                                      |   |    |                                                              |                                                              |                                                              |                                                              |                                                              |  |    |                                                                  |                                                                  |                                                                  |                                                                  |                                                                  |  |    |                                           |                                           |                                           |  |
|  |                                                                      |                                                                      |                                                                      |                                                                      |                                                                      |   |    |                                                              |                                                              |                                                              |                                                              |                                                              |  |    |                                                                  |                                                                  |                                                                  |                                                                  |                                                                  |  |    |                                           |                                           |                                           |  |
|  | 2E                                                                   | Schalke 04                                                           | 1                                                                    | 1                                                                    | 2                                                                    |   |    |                                                              |                                                              |                                                              |                                                              |                                                              |  |    |                                                                  |                                                                  |                                                                  |                                                                  |                                                                  |  |    |                                           |                                           |                                           |  |
|  | 2E                                                                   | Schalke 04                                                           | 1                                                                    | 1                                                                    | 2                                                                    |   |    |                                                              |                                                              |                                                              |                                                              |                                                              |  |    |                                                                  |                                                                  |                                                                  |                                                                  |                                                                  |  |    |                                           |                                           |                                           |  |
|  | 1B                                                                   | Real Madrid                                                          | 6                                                                    | 3                                                                    | 9                                                                    |   |    |                                                              |                                                              |                                                              |                                                              |                                                              |  |    |                                                                  |                                                                  |                                                                  |                                                                  |                                                                  |  |    |                                           |                                           |                                           |  |
|  | 1B                                                                   | Real Madrid                                                          | 6                                                                    | 3                                                                    | 9                                                                    |   | 1B | Real Madrid                                                  | 3                                                            | 0                                                            | 3                                                            |                                                              |  |    |                                                                  |                                                                  |                                                                  |                                                                  |                                                                  |  |    |                                           |                                           |                                           |  |
|  |                                                                      |                                                                      |                                                                      |                                                                      |                                                                      |   | 1B | Real Madrid                                                  | 3                                                            | 0                                                            | 3                                                            |                                                              |  |    |                                                                  |                                                                  |                                                                  |                                                                  |                                                                  |  |    |                                           |                                           |                                           |  |
|  |                                                                      |                                                                      | 1F                                                                   | Borussia Dortmund                                                    | 0                                                                    | 2 | 2  |                                                              |                                                              |                                                              |                                                              |                                                              |  |    |                                                                  |                                                                  |                                                                  |                                                                  |                                                                  |  |    |                                           |                                           |                                           |  |
|  | 2G                                                                   | Zenit San Petersburgo                                                | 1F                                                                   | Borussia Dortmund                                                    | 0                                                                    | 2 | 2  | 2                                                            | 2                                                            | 4                                                            |                                                              |                                                              |  |    |                                                                  |                                                                  |                                                                  |                                                                  |                                                                  |  |    |                                           |                                           |                                           |  |
|  | 2G                                                                   | Zenit San Petersburgo                                                |                                                                      |                                                                      |                                                                      |   |    |                                                              |                                                              | 4                                                            |                                                              |                                                              |  |    |                                                                  |                                                                  |                                                                  |                                                                  |                                                                  |  |    |                                           |                                           |                                           |  |
|  | 1F                                                                   | Borussia Dortmund                                                    | 4                                                                    | 1                                                                    | 5                                                                    |   |    |                                                              |                                                              |                                                              |                                                              |                                                              |  |    |                                                                  |                                                                  |                                                                  |                                                                  |                                                                  |  |    |                                           |                                           |                                           |  |
|  | 1F                                                                   | Borussia Dortmund                                                    | 4                                                                    | 1                                                                    | 5                                                                    |   |    |                                                              |                                                              |                                                              |                                                              |                                                              |  | 1B | Real Madrid                                                      | 1                                                                | 4                                                                | 5                                                                |                                                                  |  |    |                                           |                                           |                                           |  |
|  |                                                                      |                                                                      |                                                                      |                                                                      |                                                                      |   |    |                                                              |                                                              |                                                              |                                                              |                                                              |  | 1B | Real Madrid                                                      | 1                                                                | 4                                                                | 5                                                                |                                                                  |  |    |                                           |                                           |                                           |  |
|  |                                                                      |                                                                      | 1D                                                                   | Bayern Múnich                                                        | 0                                                                    | 0 | 0  |                                                              |                                                              |                                                              |                                                              |                                                              |  |    |                                                                  |                                                                  |                                                                  |                                                                  |                                                                  |  |    |                                           |                                           |                                           |  |
|  | 2C                                                                   | Olympiacos                                                           | 1D                                                                   | Bayern Múnich                                                        | 0                                                                    | 0 | 0  | 2                                                            | 0                                                            | 2                                                            |                                                              |                                                              |  |    |                                                                  |                                                                  |                                                                  |                                                                  |                                                                  |  |    |                                           |                                           |                                           |  |
|  | 2C                                                                   | Olympiacos                                                           |                                                                      |                                                                      |                                                                      |   |    |                                                              |                                                              | 2                                                            |                                                              |                                                              |  |    |                                                                  |                                                                  |                                                                  |                                                                  |                                                                  |  |    |                                           |                                           |                                           |  |
|  | 1A                                                                   | Manchester United                                                    | 0                                                                    | 3                                                                    | 3                                                                    |   |    |                                                              |                                                              |                                                              |                                                              |                                                              |  |    |                                                                  |                                                                  |                                                                  |                                                                  |                                                                  |  |    |                                           |                                           |                                           |  |
|  | 1A                                                                   | Manchester United                                                    | 0                                                                    | 3                                                                    | 3                                                                    |   | 1A | Manchester United                                            | 1                                                            | 1                                                            | 2                                                            |                                                              |  |    |                                                                  |                                                                  |                                                                  |                                                                  |                                                                  |  |    |                                           |                                           |                                           |  |
|  |                                                                      |                                                                      |                                                                      |                                                                      |                                                                      |   | 1A | Manchester United                                            | 1                                                            | 1                                                            | 2                                                            |                                                              |  |    |                                                                  |                                                                  |                                                                  |                                                                  |                                                                  |  |    |                                           |                                           |                                           |  |
|  |                                                                      |                                                                      | 1D                                                                   | Bayern Múnich                                                        | 1                                                                    | 3 | 4  |                                                              |                                                              |                                                              |                                                              |                                                              |  |    |                                                                  |                                                                  |                                                                  |                                                                  |                                                                  |  |    |                                           |                                           |                                           |  |
|  | 2F                                                                   | Arsenal                                                              | 1D                                                                   | Bayern Múnich                                                        | 1                                                                    | 3 | 4  | 0                                                            | 1                                                            | 1                                                            |                                                              |                                                              |  |    |                                                                  |                                                                  |                                                                  |                                                                  |                                                                  |  |    |                                           |                                           |                                           |  |
|  | 2F                                                                   | Arsenal                                                              |                                                                      |                                                                      |                                                                      |   |    |                                                              |                                                              | 1                                                            |                                                              |                                                              |  |    |                                                                  |                                                                  |                                                                  |                                                                  |                                                                  |  |    |                                           |                                           |                                           |  |
|  | 1D                                                                   | Bayern Múnich                                                        | 2                                                                    | 1                                                                    | 3                                                                    |   |    |                                                              |                                                              |                                                              |                                                              |                                                              |  |    |                                                                  |                                                                  |                                                                  |                                                                  |                                                                  |  |    |                                           |                                           |                                           |  |
|  | 1D                                                                   | Bayern Múnich                                                        | 2                                                                    | 1                                                                    | 3                                                                    |   |    |                                                              |                                                              |                                                              |                                                              |                                                              |  |    |                                                                  |                                                                  |                                                                  |                                                                  |                                                                  |  | 1B | Real Madrid (t. s.)                       | 4                                         |                                           |  |
|  |                                                                      |                                                                      |                                                                      |                                                                      |                                                                      |   |    |                                                              |                                                              |                                                              |                                                              |                                                              |  |    |                                                                  |                                                                  |                                                                  |                                                                  |                                                                  |  | 1B | Real Madrid (t. s.)                       | 4                                         |                                           |  |
|  |                                                                      |                                                                      | 1G                                                                   | Atlético de Madrid                                                   | 1                                                                    |   |    |                                                              |                                                              |                                                              |                                                              |                                                              |  |    |                                                                  |                                                                  |                                                                  |                                                                  |                                                                  |  |    |                                           |                                           |                                           |  |
|  | 2D                                                                   | Manchester City                                                      | 1G                                                                   | Atlético de Madrid                                                   | 1                                                                    | 0 | 1  | 1                                                            |                                                              |                                                              |                                                              |                                                              |  |    |                                                                  |                                                                  |                                                                  |                                                                  |                                                                  |  |    |                                           |                                           |                                           |  |
|  | 2D                                                                   | Manchester City                                                      |                                                                      |                                                                      |                                                                      |   |    |                                                              |                                                              |                                                              |                                                              |                                                              |  |    |                                                                  |                                                                  |                                                                  |                                                                  |                                                                  |  |    |                                           |                                           |                                           |  |
|  | 1H                                                                   | Barcelona                                                            | 2                                                                    | 2                                                                    | 4                                                                    |   |    |                                                              |                                                              |                                                              |                                                              |                                                              |  |    |                                                                  |                                                                  |                                                                  |                                                                  |                                                                  |  |    |                                           |                                           |                                           |  |
|  | 1H                                                                   | Barcelona                                                            | 2                                                                    | 2                                                                    | 4                                                                    |   | 1H | Barcelona                                                    | 1                                                            | 0                                                            | 1                                                            |                                                              |  |    |                                                                  |                                                                  |                                                                  |                                                                  |                                                                  |  |    |                                           |                                           |                                           |  |
|  |                                                                      |                                                                      |                                                                      |                                                                      |                                                                      |   | 1H | Barcelona                                                    | 1                                                            | 0                                                            | 1                                                            |                                                              |  |    |                                                                  |                                                                  |                                                                  |                                                                  |                                                                  |  |    |                                           |                                           |                                           |  |
|  |                                                                      |                                                                      | 1G                                                                   | Atlético de Madrid                                                   | 1                                                                    | 1 | 2  |                                                              |                                                              |                                                              |                                                              |                                                              |  |    |                                                                  |                                                                  |                                                                  |                                                                  |                                                                  |  |    |                                           |                                           |                                           |  |
|  | 2H                                                                   | Milán                                                                | 1G                                                                   | Atlético de Madrid                                                   | 1                                                                    | 1 | 2  | 0                                                            | 1                                                            | 1                                                            |                                                              |                                                              |  |    |                                                                  |                                                                  |                                                                  |                                                                  |                                                                  |  |    |                                           |                                           |                                           |  |
|  | 2H                                                                   | Milán                                                                |                                                                      |                                                                      |                                                                      |   |    |                                                              |                                                              | 1                                                            |                                                              |                                                              |  |    |                                                                  |                                                                  |                                                                  |                                                                  |                                                                  |  |    |                                           |                                           |                                           |  |
|  | 1G                                                                   | Atlético de Madrid                                                   | 1                                                                    | 4                                                                    | 5                                                                    |   |    |                                                              |                                                              |                                                              |                                                              |                                                              |  |    |                                                                  |                                                                  |                                                                  |                                                                  |                                                                  |  |    |                                           |                                           |                                           |  |
|  | 1G                                                                   | Atlético de Madrid                                                   | 1                                                                    | 4                                                                    | 5                                                                    |   |    |                                                              |                                                              |                                                              |                                                              |                                                              |  | 1G | Atlético de Madrid                                               | 0                                                                | 3                                                                | 3                                                                |                                                                  |  |    |                                           |                                           |                                           |  |
|  |                                                                      |                                                                      |                                                                      |                                                                      |                                                                      |   |    |                                                              |                                                              |                                                              |                                                              |                                                              |  | 1G | Atlético de Madrid                                               | 0                                                                | 3                                                                | 3                                                                |                                                                  |  |    |                                           |                                           |                                           |  |
|  |                                                                      |                                                                      | 1E                                                                   | Chelsea                                                              | 0                                                                    | 1 | 1  |                                                              |                                                              |                                                              |                                                              |                                                              |  |    |                                                                  |                                                                  |                                                                  |                                                                  |                                                                  |  |    |                                           |                                           |                                           |  |
|  | 2A                                                                   | Bayer Leverkusen                                                     | 1E                                                                   | Chelsea                                                              | 0                                                                    | 1 | 1  | 0                                                            | 1                                                            | 1                                                            |                                                              |                                                              |  |    |                                                                  |                                                                  |                                                                  |                                                                  |                                                                  |  |    |                                           |                                           |                                           |  |
|  | 2A                                                                   | Bayer Leverkusen                                                     |                                                                      |                                                                      |                                                                      |   |    |                                                              |                                                              | 1                                                            |                                                              |                                                              |  |    |                                                                  |                                                                  |                                                                  |                                                                  |                                                                  |  |    |                                           |                                           |                                           |  |
|  | 1C                                                                   | París Saint-Germain                                                  | 4                                                                    | 2                                                                    | 6                                                                    |   |    |                                                              |                                                              |                                                              |                                                              |                                                              |  |    |                                                                  |                                                                  |                                                                  |                                                                  |                                                                  |  |    |                                           |                                           |                                           |  |
|  | 1C                                                                   | París Saint-Germain                                                  | 4                                                                    | 2                                                                    | 6                                                                    |   | 1C | París Saint-Germain                                          | 3                                                            | 0                                                            | 3                                                            |                                                              |  |    |                                                                  |                                                                  |                                                                  |                                                                  |                                                                  |  |    |                                           |                                           |                                           |  |
|  |                                                                      |                                                                      |                                                                      |                                                                      |                                                                      |   | 1C | París Saint-Germain                                          | 3                                                            | 0                                                            | 3                                                            |                                                              |  |    |                                                                  |                                                                  |                                                                  |                                                                  |                                                                  |  |    |                                           |                                           |                                           |  |
|  |                                                                      |                                                                      | 1E                                                                   | Chelsea (v.)                                                         | 1                                                                    | 2 | 3  |                                                              |                                                              |                                                              |                                                              |                                                              |  |    |                                                                  |                                                                  |                                                                  |                                                                  |                                                                  |  |    |                                           |                                           |                                           |  |
|  | 2B                                                                   | Galatasaray                                                          | 1E                                                                   | Chelsea (v.)                                                         | 1                                                                    | 2 | 3  | 1                                                            | 0                                                            | 1                                                            |                                                              |                                                              |  |    |                                                                  |                                                                  |                                                                  |                                                                  |                                                                  |  |    |                                           |                                           |                                           |  |
|  | 2B                                                                   | Galatasaray                                                          |                                                                      |                                                                      |                                                                      |   |    |                                                              |                                                              | 1                                                            |                                                              |                                                              |  |    |                                                                  |                                                                  |                                                                  |                                                                  |                                                                  |  |    |                                           |                                           |                                           |  |
|  | 1E                                                                   | Chelsea                                                              | 1                                                                    | 2                                                                    | 3                                                                    |   |    |                                                              |                                                              |                                                              |                                                              |                                                              |  |    |                                                                  |                                                                  |                                                                  |                                                                  |                                                                  |  |    |                                           |                                           |                                           |  |
|  | 1E                                                                   | Chelsea                                                              | 1                                                                    | 2                                                                    | 3                                                                    |   |    |                                                              |                                                              |                                                              |                                                              |                                                              |  |    |                                                                  |                                                                  |                                                                  |                                                                  |                                                                  |  |    |                                           |                                           |                                           |  |
|  |                                                                      |                                                                      |                                                                      |                                                                      |                                                                      |   |    |                                                              |                                                              |                                                              |                                                              |                                                              |  |    |                                                                  |                                                                  |                                                                  |                                                                  |                                                                  |  |    |                                           |                                           |                                           |  |

### Octavos de final
| 18 de febrero de 2014 | Manchester City | 0:2 (0:0) | Barcelona                    | Etihad Stadium, Mánchester                                 |                                                            |
|                       |                 | Reporte   | Messi 54' (pen.) · Alves 90' | Asistencia: 46.255 espectadores Árbitro(s): Jonas Eriksson | Asistencia: 46.255 espectadores Árbitro(s): Jonas Eriksson |

| 12 de marzo de 2014         | Barcelona             | 2:1 (0:0) | Manchester City | Camp Nou, Barcelona                                         |                                                             |
|                             | Messi 67' · Alves 90' | Reporte   | Kompany 89'     | Asistencia: 85.957 espectadores Árbitro(s): Stéphane Lannoy | Asistencia: 85.957 espectadores Árbitro(s): Stéphane Lannoy |
| Barcelona gana la serie 4-1 |                       |           |                 |                                                             |                                                             |

| 18 de febrero de 2014 | Bayer Leverkusen | 0:4 (0:3) | París Saint-Germain                                  | BayArena, Leverkusen                                      |                                                           |
|                       |                  | Reporte   | Matuidi 3' · Ibrahimović 39' (pen.) 42' · Cabaye 88' | Asistencia: 40.155 espectadores Árbitro(s): Viktor Kassai | Asistencia: 40.155 espectadores Árbitro(s): Viktor Kassai |

| 12 de marzo de 2014                   | París Saint-Germain          | 2:1 (1:1) | Bayer Leverkusen | Parc des Princes, París                                |                                                        |
|                                       | Marquinhos 13' · Lavezzi 53' | Reporte   | Sam 6'           | Asistencia: 45.596 espectadores Árbitro(s): Ivan Bebek | Asistencia: 45.596 espectadores Árbitro(s): Ivan Bebek |
| París Saint-Germain gana la serie 6-1 |                              |           |                  |                                                        |                                                        |

| 19 de febrero de 2014 | Arsenal | 0:2 (0:0) | Bayern Múnich          | Emirates Stadium, Londres                                  |                                                            |
|                       |         | Reporte   | Kroos 54' · Müller 88' | Asistencia: 59.911 espectadores Árbitro(s): Nicola Rizzoli | Asistencia: 59.911 espectadores Árbitro(s): Nicola Rizzoli |

| 11 de marzo de 2014             | Bayern Múnich      | 1:1 (0:0) | Arsenal      | Allianz Arena, Múnich                                         |                                                               |
|                                 | Schweinsteiger 55' | Reporte   | Podolski 57' | Asistencia: 68.000 espectadores Árbitro(s): Svein Oddvar Moen | Asistencia: 68.000 espectadores Árbitro(s): Svein Oddvar Moen |
| Bayern Múnich gana la serie 3-1 |                    |           |              |                                                               |                                                               |

| 19 de febrero de 2014 | Milán | 0:1 (0:0) | Atlético de Madrid | Estadio Giuseppe Meazza, Milán                            |                                                           |
|                       |       | Reporte   | Costa 83'          | Asistencia: 65.890 espectadores Árbitro(s): Pedro Proença | Asistencia: 65.890 espectadores Árbitro(s): Pedro Proença |

| 11 de marzo de 2014                  | Atlético de Madrid                         | 4:1 (2:1) | Milán    | Estadio Vicente Calderón, Madrid                             |                                                              |
|                                      | Costa 3' 85' · Turan 40' · Raúl García 71' | Reporte   | Kaká 27' | Asistencia: 54.200 espectadores Árbitro(s): Mark Clattenburg | Asistencia: 54.200 espectadores Árbitro(s): Mark Clattenburg |
| Atlético de Madrid gana la serie 5-1 |                                            |           |          |                                                              |                                                              |

| 25 de febrero de 2014 | Zenit San Petersburgo        | 2:4 (0:2) | Borussia Dortmund                             | Estadio Petrovsky, San Petersburgo                         |                                                            |
|                       | Shatov 58' · Hulk 69' (pen.) | Reporte   | Mkhitaryan 4' · Reus 5' · Lewandowski 61' 71' | Asistencia: 15.099 espectadores Árbitro(s): William Collum | Asistencia: 15.099 espectadores Árbitro(s): William Collum |

| 19 de marzo de 2014                 | Borussia Dortmund  | 1:2 (1:1) | Zenit San Petersburgo         | Signal Iduna Park, Dortmund                                          |                                                                      |
|                                     | Sebastian Kehl 37' | Reporte   | Hulk 15' · Salomón Rondón 73' | Asistencia: 65.829 espectadores Árbitro(s): Alberto Undiano Mallenco | Asistencia: 65.829 espectadores Árbitro(s): Alberto Undiano Mallenco |
| Borussia Dortmund gana la serie 5-4 |                    |           |                               |                                                                      |                                                                      |

| 25 de febrero de 2014 | Olympiacos                   | 2:0 (1:0) | Manchester United | Estadio Georgios Karaiskakis, El Pireo                      |                                                             |
|                       | Domínguez 38' · Campbell 55' | Reporte   |                   | Asistencia: 29.815 espectadores Árbitro(s): Gianluca Rocchi | Asistencia: 29.815 espectadores Árbitro(s): Gianluca Rocchi |

| 19 de marzo de 2014                 | Manchester United      | 3:0 (2:0) | Olympiacos | Old Trafford, Mánchester                                  |                                                           |
|                                     | van Persie 24' 45' 51' | Reporte   |            | Asistencia: 74.662 espectadores Árbitro(s): Bjorn Kuipers | Asistencia: 74.662 espectadores Árbitro(s): Bjorn Kuipers |
| Manchester United gana la serie 3-2 |                        |           |            |                                                           |                                                           |

| 26 de febrero de 2014 | Galatasaray | 1:1 (0:1) | Chelsea   | Ali Sami Yen Spor Kompleksi, Estambul                               |                                                                     |
|                       | Chedjou 64' | Reporte   | Torres 8' | Asistencia: 49.194 espectadores Árbitro(s): Carlos Velasco Carballo | Asistencia: 49.194 espectadores Árbitro(s): Carlos Velasco Carballo |

| 18 de marzo de 2014       | Chelsea               | 2:0 (1:0) | Galatasaray | Stamford Bridge, Londres                                |                                                         |
|                           | Eto'o 4' · Cahill 42' | Reporte   |             | Asistencia: 38.038 espectadores Árbitro(s): Felix Brych | Asistencia: 38.038 espectadores Árbitro(s): Felix Brych |
| Chelsea gana la serie 3-1 |                       |           |             |                                                         |                                                         |

| 26 de febrero de 2014 | Schalke 04       | 1:6 (0:2) | Real Madrid                                                | Veltins-Arena, Gelsenkirchen                            |                                                         |
|                       | Huntelaar 90'+1' | Reporte   | Benzema 13' 57' · Bale 21' 69' · Cristiano Ronaldo 52' 89' | Asistencia: 54.442 espectadores Árbitro(s): Howard Webb | Asistencia: 54.442 espectadores Árbitro(s): Howard Webb |

| 18 de marzo de 2014           | Real Madrid                            | 3:1 (1:1) | Schalke 04   | Estadio Santiago Bernabéu, Madrid                          |                                                            |
|                               | Cristiano Ronaldo 21' 73' · Morata 75' | Reporte   | Hoogland 31' | Asistencia: 65.148 espectadores Árbitro(s): Sergei Karasev | Asistencia: 65.148 espectadores Árbitro(s): Sergei Karasev |
| Real Madrid gana la serie 9-2 |                                        |           |              |                                                            |                                                            |

### Cuartos de final
| 1 de abril de 2014 | Barcelona  | 1:1 (0:0) | Atlético de Madrid | Camp Nou, Barcelona                                     |                                                         |
|                    | Neymar 71' | Reporte   | Diego 56'          | Asistencia: 79.941 espectadores Árbitro(s): Felix Brych | Asistencia: 79.941 espectadores Árbitro(s): Felix Brych |

| 9 de abril de 2014 | Atlético de Madrid | 1:0 (1:0) | Barcelona | Estadio Vicente Calderón, Madrid                        |                                                         |
|                    | Koke 5'            | Reporte   |           | Asistencia: 53.592 espectadores Árbitro(s): Howard Webb | Asistencia: 53.592 espectadores Árbitro(s): Howard Webb |

| 1 de abril de 2014 | Manchester United | 1:1 (0:0) | Bayern Múnich      | Old Trafford, Mánchester                                            |                                                                     |
|                    | Vidic 58'         | Reporte   | Schweinsteiger 67' | Asistencia: 75.199 espectadores Árbitro(s): Carlos Velasco Carballo | Asistencia: 75.199 espectadores Árbitro(s): Carlos Velasco Carballo |

| 9 de abril de 2014 | Bayern Múnich                           | 3:1 (0:0) | Manchester United | Allianz Arena, Múnich                                      |                                                            |
|                    | Mandžukić 59' · Müller 68' · Robben 76' | Reporte   | Evra 57'          | Asistencia: 67.300 espectadores Árbitro(s): Jonas Eriksson | Asistencia: 67.300 espectadores Árbitro(s): Jonas Eriksson |

| 2 de abril de 2014 | Real Madrid                                | 3:0 (2:0) | Borussia Dortmund | Estadio Santiago Bernabéu, Madrid                            |                                                              |
|                    | Bale 3' · Isco 27' · Cristiano Ronaldo 57' | Reporte   |                   | Asistencia: 70.089 espectadores Árbitro(s): Mark Clattenburg | Asistencia: 70.089 espectadores Árbitro(s): Mark Clattenburg |

| 8 de abril de 2014 | Borussia Dortmund | 2:0 (2:0) | Real Madrid | Signal Iduna Park, Dortmund                               |                                                           |
|                    | Reus 24' 37'      | Reporte   |             | Asistencia: 65.829 espectadores Árbitro(s): Damir Skomina | Asistencia: 65.829 espectadores Árbitro(s): Damir Skomina |

| 2 de abril de 2014 | París Saint-Germain                                | 3:1 (1:1) | Chelsea           | Parc des Princes, París                                   |                                                           |
|                    | Lavezzi 4' · David Luiz 61' (a.g.) · Pastore 90+3' | Reporte   | Hazard 27' (pen.) | Asistencia: 45.517 espectadores Árbitro(s): Milorad Mazic | Asistencia: 45.517 espectadores Árbitro(s): Milorad Mazic |

| 8 de abril de 2014 | Chelsea               | 2:0 (1:0) | París Saint-Germain | Stamford Bridge, Londres                                  |                                                           |
|                    | Schürrle 32' · Ba 87' | Reporte   |                     | Asistencia: 38.080 espectadores Árbitro(s): Pedro Proença | Asistencia: 38.080 espectadores Árbitro(s): Pedro Proença |

### Semifinales
| 23 de abril de 2014 | Real Madrid | 1:0 (1:0) | Bayern Múnich | Estadio Santiago Bernabéu, Madrid                       |                                                         |
|                     | Benzema 19' | Reporte   |               | Asistencia: 79.283 espectadores Árbitro(s): Howard Webb | Asistencia: 79.283 espectadores Árbitro(s): Howard Webb |

| 29 de abril de 2014 | Bayern Múnich | 0:4 (0:3) | Real Madrid                                      | Allianz Arena, Múnich                                     |                                                           |
|                     |               | Reporte   | Sergio Ramos 16' 20' · Cristiano Ronaldo 34' 90' | Asistencia: 68.000 espectadores Árbitro(s): Pedro Proença | Asistencia: 68.000 espectadores Árbitro(s): Pedro Proença |

| 22 de abril de 2014 | Atlético de Madrid | 0:0     | Chelsea | Estadio Vicente Calderón, Madrid                           |                                                            |
|                     |                    | Reporte |         | Asistencia: 52.560 espectadores Árbitro(s): Jonas Eriksson | Asistencia: 52.560 espectadores Árbitro(s): Jonas Eriksson |

| 30 de abril de 2014 | Chelsea    | 1:3 (1:1) | Atlético de Madrid                        | Stamford Bridge, Londres                                   |                                                            |
|                     | Torres 36' | Reporte   | Adrián 44' · Costa 60' (pen.) · Turan 72' | Asistencia: 37.918 espectadores Árbitro(s): Nicola Rizzoli | Asistencia: 37.918 espectadores Árbitro(s): Nicola Rizzoli |

### Final
Para un completo análisis de la final y sus datos estadísticos véase Final (2013-14)
Esta era la primera vez que dos equipos de la misma ciudad se enfrentaban en la Final de la Liga de Campeones. El Atlético de Madrid llegaba invicto además de ser la mejor defensa, con solo 6 goles recibidos en el torneo. El Real Madrid tenía la mejor ofensiva, con 37 goles. El primer tiempo tuvo pocas ocasiones para ambos equipos hasta que en el minuto 36 Diego Godín ganó en el golpeo de cabeza a Sami Khedira y, sumado a una mala salida de Iker Casillas, puso en ventaja al Atlético de Madrid. En el segundo tiempo el Real Madrid buscó el empate ante una gran defensa del Atlético. Finalmente, en el tiempo agregado (minuto 93) tras un córner, un cabezazo de Sergio Ramos les dio el empate a los blancos, llevando el partido a tiempo extra. En el minuto 110 Gareth Bale anotó el gol de la ventaja tras un rechace del portero rojiblanco Thibaut Courtois. Marcelo, en el minuto 117 y Cristiano Ronaldo, de penal, en el minuto 120 cerraban la victoria madridista, dándoles así su 10.ª Copa de Europa.
| 1     | POR   | Iker Casillas     |    |
| 15    | DEF   | Dani Carvajal     |    |
| 2     | DEF   | Raphaël Varane    |    |
| 4     | DEF   | Sergio Ramos      |    |
| 5     | DEF   | Fábio Coentrão    | 59 |
| 19    | MED   | Luka Modrić       |    |
| 6     | MED   | Sami Khedira      | 59 |
| 22    | MED   | Ángel Di María    |    |
| 11    | DEL   | Gareth Bale       |    |
| 9     | DEL   | Karim Benzema     | 79 |
| 7     | DEL   | Cristiano Ronaldo |    |
| D. T. | D. T. | Carlo Ancelotti   |    |

| 13    | POR   | Thibaut Courtois  |    |
| 20    | DEF   | Juanfran Torres   |    |
| 23    | DEF   | Miranda           |    |
| 2     | DEF   | Diego Godín       |    |
| 3     | DEF   | Filipe Luis       | 83 |
| 8     | MED   | Raúl García       | 66 |
| 5     | MED   | Tiago Mendes      |    |
| 14    | MED   | Gabi Fernández    |    |
| 6     | MED   | Koke Resurrección |    |
| 19    | DEL   | Diego Costa       | 9  |
| 9     | DEL   | David Villa       |    |
| D. T. | D. T. | Diego Simeone     |    |

| 12 | DEF | Marcelo       | 59 |
| 23 | MED | Isco          | 59 |
| 21 | DEL | Álvaro Morata | 79 |

| 7  | DEL | Adrián López      | 9  |
| 24 | MED | José Sosa         | 66 |
| 12 | DEF | Toby Alderweireld | 83 |

| 90+3' · 110' · 118' · 120' | Sergio Ramos Gareth Bale Marcelo Cristiano Ronaldo | 1:1 2:1 3:1 4:1 |

| 36' | Diego Godín | 0:1 |

| 27' · 45+1' · 118' · 120' · 120+3' | Sergio Ramos Sami Khedira Marcelo Cristiano Ronaldo Raphaël Varane |

| 27' · 53' · 72' · 74' · 86' · 100' · 120' | Raúl García Miranda David Villa Juanfran Koke Gabi Diego Godín |

| 120' | Diego Simeone |

| Principal  | Björn Kuipers     |
| Asistentes | Sander van Roekel |
|            | Erwin Zeinstra    |
| Cuarto     | Cüneyt Çakır      |
| Quinto     | Pol van Boekel    |

| 1     | POR   | Iker Casillas     |    |
| 15    | DEF   | Dani Carvajal     |    |
| 2     | DEF   | Raphaël Varane    |    |
| 4     | DEF   | Sergio Ramos      |    |
| 5     | DEF   | Fábio Coentrão    | 59 |
| 19    | MED   | Luka Modrić       |    |
| 6     | MED   | Sami Khedira      | 59 |
| 22    | MED   | Ángel Di María    |    |
| 11    | DEL   | Gareth Bale       |    |
| 9     | DEL   | Karim Benzema     | 79 |
| 7     | DEL   | Cristiano Ronaldo |    |
| D. T. | D. T. | Carlo Ancelotti   |    |

| 13    | POR   | Thibaut Courtois  |    |
| 20    | DEF   | Juanfran Torres   |    |
| 23    | DEF   | Miranda           |    |
| 2     | DEF   | Diego Godín       |    |
| 3     | DEF   | Filipe Luis       | 83 |
| 8     | MED   | Raúl García       | 66 |
| 5     | MED   | Tiago Mendes      |    |
| 14    | MED   | Gabi Fernández    |    |
| 6     | MED   | Koke Resurrección |    |
| 19    | DEL   | Diego Costa       | 9  |
| 9     | DEL   | David Villa       |    |
| D. T. | D. T. | Diego Simeone     |    |

| 12 | DEF | Marcelo       | 59 |
| 23 | MED | Isco          | 59 |
| 21 | DEL | Álvaro Morata | 79 |

| 7  | DEL | Adrián López      | 9  |
| 24 | MED | José Sosa         | 66 |
| 12 | DEF | Toby Alderweireld | 83 |

| 90+3' · 110' · 118' · 120' | Sergio Ramos Gareth Bale Marcelo Cristiano Ronaldo | 1:1 2:1 3:1 4:1 |

| 36' | Diego Godín | 0:1 |

| 27' · 45+1' · 118' · 120' · 120+3' | Sergio Ramos Sami Khedira Marcelo Cristiano Ronaldo Raphaël Varane |

| 27' · 53' · 72' · 74' · 86' · 100' · 120' | Raúl García Miranda David Villa Juanfran Koke Gabi Diego Godín |

| 120' | Diego Simeone |

| Principal  | Björn Kuipers     |
| Asistentes | Sander van Roekel |
|            | Erwin Zeinstra    |
| Cuarto     | Cüneyt Çakır      |
| Quinto     | Pol van Boekel    |

| 1     | POR   | Iker Casillas     |    |
| 15    | DEF   | Dani Carvajal     |    |
| 2     | DEF   | Raphaël Varane    |    |
| 4     | DEF   | Sergio Ramos      |    |
| 5     | DEF   | Fábio Coentrão    | 59 |
| 19    | MED   | Luka Modrić       |    |
| 6     | MED   | Sami Khedira      | 59 |
| 22    | MED   | Ángel Di María    |    |
| 11    | DEL   | Gareth Bale       |    |
| 9     | DEL   | Karim Benzema     | 79 |
| 7     | DEL   | Cristiano Ronaldo |    |
| D. T. | D. T. | Carlo Ancelotti   |    |

| 13    | POR   | Thibaut Courtois  |    |
| 20    | DEF   | Juanfran Torres   |    |
| 23    | DEF   | Miranda           |    |
| 2     | DEF   | Diego Godín       |    |
| 3     | DEF   | Filipe Luis       | 83 |
| 8     | MED   | Raúl García       | 66 |
| 5     | MED   | Tiago Mendes      |    |
| 14    | MED   | Gabi Fernández    |    |
| 6     | MED   | Koke Resurrección |    |
| 19    | DEL   | Diego Costa       | 9  |
| 9     | DEL   | David Villa       |    |
| D. T. | D. T. | Diego Simeone     |    |

| 12 | DEF | Marcelo       | 59 |
| 23 | MED | Isco          | 59 |
| 21 | DEL | Álvaro Morata | 79 |

| 7  | DEL | Adrián López      | 9  |
| 24 | MED | José Sosa         | 66 |
| 12 | DEF | Toby Alderweireld | 83 |

| 90+3' · 110' · 118' · 120' | Sergio Ramos Gareth Bale Marcelo Cristiano Ronaldo | 1:1 2:1 3:1 4:1 |

| 36' | Diego Godín | 0:1 |

| 27' · 45+1' · 118' · 120' · 120+3' | Sergio Ramos Sami Khedira Marcelo Cristiano Ronaldo Raphaël Varane |

| 27' · 53' · 72' · 74' · 86' · 100' · 120' | Raúl García Miranda David Villa Juanfran Koke Gabi Diego Godín |

| 120' | Diego Simeone |

| Principal  | Björn Kuipers     |
| Asistentes | Sander van Roekel |
|            | Erwin Zeinstra    |
| Cuarto     | Cüneyt Çakır      |
| Quinto     | Pol van Boekel    |

| 1     | POR   | Iker Casillas     |    |
| 15    | DEF   | Dani Carvajal     |    |
| 2     | DEF   | Raphaël Varane    |    |
| 4     | DEF   | Sergio Ramos      |    |
| 5     | DEF   | Fábio Coentrão    | 59 |
| 19    | MED   | Luka Modrić       |    |
| 6     | MED   | Sami Khedira      | 59 |
| 22    | MED   | Ángel Di María    |    |
| 11    | DEL   | Gareth Bale       |    |
| 9     | DEL   | Karim Benzema     | 79 |
| 7     | DEL   | Cristiano Ronaldo |    |
| D. T. | D. T. | Carlo Ancelotti   |    |

| 13    | POR   | Thibaut Courtois  |    |
| 20    | DEF   | Juanfran Torres   |    |
| 23    | DEF   | Miranda           |    |
| 2     | DEF   | Diego Godín       |    |
| 3     | DEF   | Filipe Luis       | 83 |
| 8     | MED   | Raúl García       | 66 |
| 5     | MED   | Tiago Mendes      |    |
| 14    | MED   | Gabi Fernández    |    |
| 6     | MED   | Koke Resurrección |    |
| 19    | DEL   | Diego Costa       | 9  |
| 9     | DEL   | David Villa       |    |
| D. T. | D. T. | Diego Simeone     |    |

| 12 | DEF | Marcelo       | 59 |
| 23 | MED | Isco          | 59 |
| 21 | DEL | Álvaro Morata | 79 |

| 7  | DEL | Adrián López      | 9  |
| 24 | MED | José Sosa         | 66 |
| 12 | DEF | Toby Alderweireld | 83 |

| 90+3' · 110' · 118' · 120' | Sergio Ramos Gareth Bale Marcelo Cristiano Ronaldo | 1:1 2:1 3:1 4:1 |

| 36' | Diego Godín | 0:1 |

| 27' · 45+1' · 118' · 120' · 120+3' | Sergio Ramos Sami Khedira Marcelo Cristiano Ronaldo Raphaël Varane |

| 27' · 53' · 72' · 74' · 86' · 100' · 120' | Raúl García Miranda David Villa Juanfran Koke Gabi Diego Godín |

| 120' | Diego Simeone |

| Principal  | Björn Kuipers     |
| Asistentes | Sander van Roekel |
|            | Erwin Zeinstra    |
| Cuarto     | Cüneyt Çakır      |
| Quinto     | Pol van Boekel    |

| Bandera de España         |
| Campeón Real Madrid C. F. |
| 10.º título               |

## Estadísticas

### Goleadores
| Cristiano Ronaldo                        | Real Madrid C. F.         | 17  | 993'   |
| Zlatan Ibrahimović                       | París Saint-Germain F. C. | 10  | 670'   |
| Diego Costa                              | Atlético de Madrid        | 8   | 571'   |
| Lionel Messi                             | F. C. Barcelona           | 8   | 630'   |
| Sergio Agüero                            | Manchester City F. C.     | 6   | 429'   |
| Robert Lewandowski                       | Borussia Dortmund         | 6   | 809'   |
| Gareth Bale                              | Real Madrid C. F.         | 6   | 873'   |
| Mario Balotelli                          | Manchester City F. C.     | 6   | 308'   |
| Arturo Vidal                             | Juventus F. C.            | 5   | 533'   |
| Karim Benzema                            | Real Madrid C. F.         | 5   | 913'   |
| Goles totales                            | 32 equipos                | 357 | 11160' |
| Última actualización: 24 de mayo de 2014 |                           |     |        |

| Mostrar todos | Mostrar todos               | Mostrar todos | Mostrar todos | Mostrar todos |
| --- | --------------------------- | ------------- | ------------- | ------------- |
| \| Jugador \| Equipo \| \| \| \| ------------------------- \| --------------------------- \| --- \| ----- \| \| Gonzalo Higuaín \| S. S. C. Napoli \| 4 \| 406' \| \| Edinson Cavani \| París Saint-Germain F. C. \| 4 \| 421' \| \| Thomas Müller \| F. C. Bayern Múnich \| 4 \| 468' \| \| Neymar \| F. C. Barcelona \| 4 \| 589' \| \| Umut Bulut \| Galatasaray S. K. \| 3 \| 145' \| \| Fernando Torres \| Chelsea F. C. \| 3 \| 217' \| \| Mario Götze \| F. C. Bayern Múnich \| 3 \| 265' \| \| Isco \| Real Madrid C. F. \| 3 \| 334' \| \| Arjen Robben \| F. C. Bayern Múnich \| 3 \| 337' \| \| Ángel Di María \| Real Madrid C. F. \| 3 \| 387' \| \| Julian Draxler \| F. C. Gelsenkirchen-Schalke \| 3 \| 414' \| \| Franck Ribéry \| F. C. Bayern Múnich \| 3 \| 419' \| \| Raúl García \| Atlético de Madrid \| 3 \| 434' \| \| Kostas Mitroglou \| PAE Olympiakós \| 3 \| 450' \| \| Alex Teixeira \| F. K. Shajtar Donetsk \| 3 \| 525' \| \| Simon Rolfes \| Bayer Leverkusen F. G. \| 3 \| 540' \| \| Sergio Ramos \| Real Madrid C. F. \| 3 \| 921' \| \| Demba Ba \| Chelsea F. C. \| 2 \| 118' \| \| Fabio Quagliarella \| Juventus F. C. \| 2 \| 151' \| \| Seydou Doumbia \| CSKA Moskva \| 2 \| 180' \| \| Javier Saviola \| PAE Olympiakós \| 2 \| 202' \| \| Lorenzo Insigne \| S. S. C. Napoli \| 2 \| 234' \| \| Mario Mandžukić \| F. C. Bayern Múnich \| 2 \| 245' \| \| Jack Wilshere \| Arsenal F. C. \| 2 \| 250' \| \| Alejandro Domínguez \| PAE Olympiakós \| 2 \| 265' \| \| Roman Kienast \| F. K. Austria Wien \| 2 \| 270' \| \| Lasse Schøne \| A. F. C. Ajax \| 2 \| 284' \| \| Samuel Eto'o \| Chelsea F. C. \| 2 \| 290' \| \| Arda Turan \| Atlético de Madrid \| 2 \| 294' \| \| Edin Džeko \| Manchester City F. C. \| 2 \| 336' \| \| Fernando Llorente \| Juventus F. C. \| 2 \| 340' \| \| André Ayew \| Olympique de Marseille \| 2 \| 360' \| \| Wesley Sneijder \| Galatasaray S. K. \| 2 \| 361' \| \| Ramires \| Chelsea F. C. \| 2 \| 376' \| \| Wayne Rooney \| Manchester United F. C. \| 2 \| 407' \| \| Aleksandr Kerzhakov \| F. K. Zenit Sankt-Peterburg \| 2 \| 414' \| \| Mario Balotelli \| A. C. Milán \| 2 \| 430' \| \| Marquinhos \| París Saint-Germain F. C. \| 2 \| 433' \| \| Antonio Valencia \| Manchester United F. C. \| 2 \| 441' \| \| Kostas Manolas \| PAE Olympiakós \| 2 \| 450' \| \| Zoran Tošić \| CSKA Moskva \| 2 \| 456' \| \| Aaron Ramsey \| Arsenal F. C. \| 2 \| 466' \| \| Keisuke Honda \| CSKA Moskva \| 2 \| 477' \| \| Lucho González \| F. C. Porto \| 2 \| 481' \| \| Philipp Hosiner \| F. K. Austria Wien \| 2 \| 481' \| \| Didier Drogba \| Galatasaray S. K. \| 2 \| 492' \| \| José Callejón \| S. S. C. Napoli \| 2 \| 503' \| \| Marco Reus \| B. V. Borussia \| 8 \| 504' \| \| Stefan Kießling \| Bayer Leverkusen F. G. \| 2 \| 510' \| \| Thiago Motta \| París Saint-Germain F. C. \| 2 \| 511' \| \| Douglas Costa \| F. K. Shajtar Donetsk \| 2 \| 515' \| \| Gerard Piqué \| F. C. Barcelona \| 2 \| 530' \| \| Mohamed Salah \| F. C. Basel \| 2 \| 532' \| \| Hulk \| F. K. Zenit Sankt-Peterburg \| 2 \| 535' \| \| David Alaba \| F. C. Bayern Múnich \| 2 \| 540' \| \| Olivier Giroud \| Arsenal F. C. \| 2 \| 540' \| \| Jackson Martínez \| F. C. Porto \| 2 \| 540' \| \| Miranda \| Atlético de Madrid \| 2 \| 540' \| \| Ömer Toprak \| Bayer Leverkusen F. G. \| 2 \| 540' \| \| Tomáš Wágner \| F. C. Viktoria Plzeň \| 1 \| 9' \| \| Rodrigo \| S. L. Benfica \| 1 \| 11' \| \| Cristian Tello \| F. C. Barcelona \| 1 \| 39' \| \| Duván Zapata \| S. S. C. Napoli \| 1 \| 59' \| \| Nani \| Manchester United F. C. \| 1 \| 90' \| \| Danny Welbeck \| Manchester United F. C. \| 1 \| 90' \| \| Léo Baptistão \| Atlético de Madrid \| 1 \| 93' \| \| Theo Walcott \| Arsenal F. C. \| 1 \| 93' \| \| Jens Hegeler \| Bayer Leverkusen F. G. \| 1 \| 103' \| \| Leandro Tatu \| F. C. Steaua București \| 1 \| 118' \| \| Danny Hoesen \| A. F. C. Ajax \| 1 \| 128' \| \| Demy de Zeeuw \| R. S. C. Anderlecht \| 1 \| 136' \| \| Filip Đuričić \| S. L. Benfica \| 1 \| 137' \| \| Giovanni Sio \| F. C. Basel \| 1 \| 157' \| \| Jordan Ayew \| Olympique de Marseille \| 1 \| 164' \| \| Pierre Emerick Aubameyang \| B. V. Borussia \| 1 \| 176' \| \| Beram Kayal \| Celtic F. C. \| 1 \| 199' \| \| Marek Bakoš \| F. C. Viktoria Plzeň \| 1 \| 201' \| \| Robinho \| A. C. Milán \| 1 \| 214' \| \| Tomáš Jun \| F. K. Austria Wien \| 1 \| 225' \| \| Robin van Persie \| Manchester United F. C. \| 1 \| 234' \| \| David Silva \| Manchester City F. C. \| 1 \| 238' \| \| Florian Thauvin \| Olympique de Marseille \| 1 \| 239' \| \| Bastian Schweinsteiger \| F. C. Bayern Múnich \| 1 \| 244' \| \| Massimo Bruno \| R. S. C. Anderlecht \| 1 \| 259' \| \| Cesc Fàbregas \| F. C. Barcelona \| 1 \| 259' \| \| James Milner \| Manchester City F. C. \| 1 \| 267' \| \| Souleymane Diawara \| Olympique de Marseille \| 1 \| 270' \| \| Jonny Evans \| Manchester United F. C. \| 1 \| 270' \| \| Diego Godín \| Atlético de Madrid \| 1 \| 270' \| \| Phil Jones \| Manchester United F. C. \| 1 \| 272' \| \| James Forrest \| Celtic F. C. \| 1 \| 280' \| \| Marcelo Díaz \| F. C. Basel \| 1 \| 282' \| \| Pedro Rodríguez \| F. C. Barcelona \| 1 \| 286' \| \| Stanislav Tecl \| F. C. Viktoria Plzeň \| 1 \| 289' \| \| Lima \| S. L. Benfica \| 1 \| 292' \| \| Eden Hazard \| Chelsea F. C. \| 1 \| 303' \| \| Federico Piovaccari \| F. C. Steaua București \| 1 \| 303' \| \| Adrián López \| Atlético de Madrid \| 1 \| 306' \| \| Vladimír Weiss \| PAE Olympiakós \| 1 \| 311' \| \| Filipe Luís \| Atlético de Madrid \| 1 \| 316' \| \| Kaká \| A. C. Milán \| 1 \| 316' \| \| Taison \| F. K. Shajtar Donetsk \| 1 \| 322' \| \| Samir Nasri \| Manchester City F. C. \| 1 \| 323' \| \| Daniel Braaten \| F. C. København \| 1 \| 330' \| \| Óscar Cardozo \| S. L. Benfica \| 1 \| 338' \| \| Jakub Błaszczykowski \| B. V. Borussia \| 1 \| 339' \| \| Sidney Sam \| Bayer Leverkusen F. G. \| 1 \| 343' \| \| Joel Campbell \| PAE Olympiakós \| 1 \| 354' \| \| Álvaro Arbeloa \| Real Madrid C. F. \| 1 \| 360' \| \| Joel Matip \| F. C. Gelsenkirchen-Schalke \| 1 \| 360' \| \| Thulani Serero \| A. F. C. Ajax \| 1 \| 363' \| \| Yaya Touré \| Manchester City F. C. \| 1 \| 376' \| \| Aleksandar Kolarov \| Manchester City F. C. \| 1 \| 384' \| \| Nicolás Gaitán \| S. L. Benfica \| 1 \| 387' \| \| Gökhan İnler \| S. S. C. Napoli \| 1 \| 388' \| \| Chris Smalling \| Manchester United F. C. \| 1 \| 391' \| \| Luka Modrić \| Real Madrid C. F. \| 1 \| 401' \| \| Kevin-Prince Boateng \| F. C. Gelsenkirchen-Schalke \| 1 \| 418' \| \| Ahmed Musa \| CSKA Moskva \| 1 \| 418' \| \| Luiz Adriano \| F. K. Shajtar Donetsk \| 1 \| 430' \| \| Sergio Busquets \| F. C. Barcelona \| 1 \| 433' \| \| Nicolai Jørgensen \| F. C. København \| 1 \| 441' \| \| Sacha Kljestan \| R. S. C. Anderlecht \| 1 \| 442' \| \| Frank Lampard \| Chelsea F. C. \| 1 \| 444' \| \| Chancel Mbemba \| R. S. C. Anderlecht \| 1 \| 450' \| \| Sulley Muntari \| A. C. Milán \| 1 \| 450' \| \| Xavi Hernández \| F. C. Barcelona \| 1 \| 451' \| \| Oscar \| Chelsea F. C. \| 1 \| 456' \| \| Stefano Denswil \| A. F. C. Ajax \| 1 \| 489' \| \| Henrikh Mkhitaryan \| B. V. Borussia \| 1 \| 500' \| \| Daniel Kolář \| F. C. Viktoria Plzeň \| 1 \| 507' \| \| Marco Streller \| F. C. Basel \| 1 \| 512' \| \| Felipe Melo \| Galatasaray S. K. \| 1 \| 524' \| \| Carlos Vela \| Real Sociedad \| 1 \| 524' \| \| Tomáš Hořava \| F. C. Viktoria Plzeň \| 1 \| 526' \| \| Claudemir \| F. C. København \| 1 \| 532' \| \| Mesut Özil \| Arsenal F. C. \| 1 \| 532' \| \| Kevin Großkreutz \| B. V. Borussia \| 1 \| 540' \| \| Luisão \| S. L. Benfica \| 1 \| 540' \| \| Nemanja Matić \| S. L. Benfica \| 1 \| 540' \| \| Olof Mellberg \| F. C. København \| 1 \| 540' \| \| František Rajtoral \| F. C. Viktoria Plzeň \| 1 \| 540' \| \| Georgios Samaras \| Celtic \| 1 \| 540' \| \| Atsuto Uchida \| F. C. Gelsenkirchen-Schalke \| 1 \| 540' \| \| Cristian Zapata \| A. C. Milán \| 1 \| 540' \| \| Goles anotados \| 32 equipos \| 294 \| 9360' \| \| Autogoles \| 32 equipos \| 9 \| 9360' \| |                             |               |               |               |
| Jugador | Equipo                      | Goles         | Minutos       |               |
| Gonzalo Higuaín | S. S. C. Napoli             | 4             | 406'          |               |
| Edinson Cavani | París Saint-Germain F. C.   | 4             | 421'          |               |
| Thomas Müller | F. C. Bayern Múnich         | 4             | 468'          |               |
| Neymar | F. C. Barcelona             | 4             | 589'          |               |
| Umut Bulut | Galatasaray S. K.           | 3             | 145'          |               |
| Fernando Torres | Chelsea F. C.               | 3             | 217'          |               |
| Mario Götze | F. C. Bayern Múnich         | 3             | 265'          |               |
| Isco | Real Madrid C. F.           | 3             | 334'          |               |
| Arjen Robben | F. C. Bayern Múnich         | 3             | 337'          |               |
| Ángel Di María | Real Madrid C. F.           | 3             | 387'          |               |
| Julian Draxler | F. C. Gelsenkirchen-Schalke | 3             | 414'          |               |
| Franck Ribéry | F. C. Bayern Múnich         | 3             | 419'          |               |
| Raúl García | Atlético de Madrid          | 3             | 434'          |               |
| Kostas Mitroglou | PAE Olympiakós              | 3             | 450'          |               |
| Alex Teixeira | F. K. Shajtar Donetsk       | 3             | 525'          |               |
| Simon Rolfes | Bayer Leverkusen F. G.      | 3             | 540'          |               |
| Sergio Ramos | Real Madrid C. F.           | 3             | 921'          |               |
| Demba Ba | Chelsea F. C.               | 2             | 118'          |               |
| Fabio Quagliarella | Juventus F. C.              | 2             | 151'          |               |
| Seydou Doumbia | CSKA Moskva                 | 2             | 180'          |               |
| Javier Saviola | PAE Olympiakós              | 2             | 202'          |               |
| Lorenzo Insigne | S. S. C. Napoli             | 2             | 234'          |               |
| Mario Mandžukić | F. C. Bayern Múnich         | 2             | 245'          |               |
| Jack Wilshere | Arsenal F. C.               | 2             | 250'          |               |
| Alejandro Domínguez | PAE Olympiakós              | 2             | 265'          |               |
| Roman Kienast | F. K. Austria Wien          | 2             | 270'          |               |
| Lasse Schøne | A. F. C. Ajax               | 2             | 284'          |               |
| Samuel Eto'o | Chelsea F. C.               | 2             | 290'          |               |
| Arda Turan | Atlético de Madrid          | 2             | 294'          |               |
| Edin Džeko | Manchester City F. C.       | 2             | 336'          |               |
| Fernando Llorente | Juventus F. C.              | 2             | 340'          |               |
| André Ayew | Olympique de Marseille      | 2             | 360'          |               |
| Wesley Sneijder | Galatasaray S. K.           | 2             | 361'          |               |
| Ramires | Chelsea F. C.               | 2             | 376'          |               |
| Wayne Rooney | Manchester United F. C.     | 2             | 407'          |               |
| Aleksandr Kerzhakov | F. K. Zenit Sankt-Peterburg | 2             | 414'          |               |
| Mario Balotelli | A. C. Milán                 | 2             | 430'          |               |
| Marquinhos | París Saint-Germain F. C.   | 2             | 433'          |               |
| Antonio Valencia | Manchester United F. C.     | 2             | 441'          |               |
| Kostas Manolas | PAE Olympiakós              | 2             | 450'          |               |
| Zoran Tošić | CSKA Moskva                 | 2             | 456'          |               |
| Aaron Ramsey | Arsenal F. C.               | 2             | 466'          |               |
| Keisuke Honda | CSKA Moskva                 | 2             | 477'          |               |
| Lucho González | F. C. Porto                 | 2             | 481'          |               |
| Philipp Hosiner | F. K. Austria Wien          | 2             | 481'          |               |
| Didier Drogba | Galatasaray S. K.           | 2             | 492'          |               |
| José Callejón | S. S. C. Napoli             | 2             | 503'          |               |
| Marco Reus | B. V. Borussia              | 8             | 504'          |               |
| Stefan Kießling | Bayer Leverkusen F. G.      | 2             | 510'          |               |
| Thiago Motta | París Saint-Germain F. C.   | 2             | 511'          |               |
| Douglas Costa | F. K. Shajtar Donetsk       | 2             | 515'          |               |
| Gerard Piqué | F. C. Barcelona             | 2             | 530'          |               |
| Mohamed Salah | F. C. Basel                 | 2             | 532'          |               |
| Hulk | F. K. Zenit Sankt-Peterburg | 2             | 535'          |               |
| David Alaba | F. C. Bayern Múnich         | 2             | 540'          |               |
| Olivier Giroud | Arsenal F. C.               | 2             | 540'          |               |
| Jackson Martínez | F. C. Porto                 | 2             | 540'          |               |
| Miranda | Atlético de Madrid          | 2             | 540'          |               |
| Ömer Toprak | Bayer Leverkusen F. G.      | 2             | 540'          |               |
| Tomáš Wágner | F. C. Viktoria Plzeň        | 1             | 9'            |               |
| Rodrigo | S. L. Benfica               | 1             | 11'           |               |
| Cristian Tello | F. C. Barcelona             | 1             | 39'           |               |
| Duván Zapata | S. S. C. Napoli             | 1             | 59'           |               |
| Nani | Manchester United F. C.     | 1             | 90'           |               |
| Danny Welbeck | Manchester United F. C.     | 1             | 90'           |               |
| Léo Baptistão | Atlético de Madrid          | 1             | 93'           |               |
| Theo Walcott | Arsenal F. C.               | 1             | 93'           |               |
| Jens Hegeler | Bayer Leverkusen F. G.      | 1             | 103'          |               |
| Leandro Tatu | F. C. Steaua București      | 1             | 118'          |               |
| Danny Hoesen | A. F. C. Ajax               | 1             | 128'          |               |
| Demy de Zeeuw | R. S. C. Anderlecht         | 1             | 136'          |               |
| Filip Đuričić | S. L. Benfica               | 1             | 137'          |               |
| Giovanni Sio | F. C. Basel                 | 1             | 157'          |               |
| Jordan Ayew | Olympique de Marseille      | 1             | 164'          |               |
| Pierre Emerick Aubameyang | B. V. Borussia              | 1             | 176'          |               |
| Beram Kayal | Celtic F. C.                | 1             | 199'          |               |
| Marek Bakoš | F. C. Viktoria Plzeň        | 1             | 201'          |               |
| Robinho | A. C. Milán                 | 1             | 214'          |               |
| Tomáš Jun | F. K. Austria Wien          | 1             | 225'          |               |
| Robin van Persie | Manchester United F. C.     | 1             | 234'          |               |
| David Silva | Manchester City F. C.       | 1             | 238'          |               |
| Florian Thauvin | Olympique de Marseille      | 1             | 239'          |               |
| Bastian Schweinsteiger | F. C. Bayern Múnich         | 1             | 244'          |               |
| Massimo Bruno | R. S. C. Anderlecht         | 1             | 259'          |               |
| Cesc Fàbregas | F. C. Barcelona             | 1             | 259'          |               |
| James Milner | Manchester City F. C.       | 1             | 267'          |               |
| Souleymane Diawara | Olympique de Marseille      | 1             | 270'          |               |
| Jonny Evans | Manchester United F. C.     | 1             | 270'          |               |
| Diego Godín | Atlético de Madrid          | 1             | 270'          |               |
| Phil Jones | Manchester United F. C.     | 1             | 272'          |               |
| James Forrest | Celtic F. C.                | 1             | 280'          |               |
| Marcelo Díaz | F. C. Basel                 | 1             | 282'          |               |
| Pedro Rodríguez | F. C. Barcelona             | 1             | 286'          |               |
| Stanislav Tecl | F. C. Viktoria Plzeň        | 1             | 289'          |               |
| Lima | S. L. Benfica               | 1             | 292'          |               |
| Eden Hazard | Chelsea F. C.               | 1             | 303'          |               |
| Federico Piovaccari | F. C. Steaua București      | 1             | 303'          |               |
| Adrián López | Atlético de Madrid          | 1             | 306'          |               |
| Vladimír Weiss | PAE Olympiakós              | 1             | 311'          |               |
| Filipe Luís | Atlético de Madrid          | 1             | 316'          |               |
| Kaká | A. C. Milán                 | 1             | 316'          |               |
| Taison | F. K. Shajtar Donetsk       | 1             | 322'          |               |
| Samir Nasri | Manchester City F. C.       | 1             | 323'          |               |
| Daniel Braaten | F. C. København             | 1             | 330'          |               |
| Óscar Cardozo | S. L. Benfica               | 1             | 338'          |               |
| Jakub Błaszczykowski | B. V. Borussia              | 1             | 339'          |               |
| Sidney Sam | Bayer Leverkusen F. G.      | 1             | 343'          |               |
| Joel Campbell | PAE Olympiakós              | 1             | 354'          |               |
| Álvaro Arbeloa | Real Madrid C. F.           | 1             | 360'          |               |
| Joel Matip | F. C. Gelsenkirchen-Schalke | 1             | 360'          |               |
| Thulani Serero | A. F. C. Ajax               | 1             | 363'          |               |
| Yaya Touré | Manchester City F. C.       | 1             | 376'          |               |
| Aleksandar Kolarov | Manchester City F. C.       | 1             | 384'          |               |
| Nicolás Gaitán | S. L. Benfica               | 1             | 387'          |               |
| Gökhan İnler | S. S. C. Napoli             | 1             | 388'          |               |
| Chris Smalling | Manchester United F. C.     | 1             | 391'          |               |
| Luka Modrić | Real Madrid C. F.           | 1             | 401'          |               |
| Kevin-Prince Boateng | F. C. Gelsenkirchen-Schalke | 1             | 418'          |               |
| Ahmed Musa | CSKA Moskva                 | 1             | 418'          |               |
| Luiz Adriano | F. K. Shajtar Donetsk       | 1             | 430'          |               |
| Sergio Busquets | F. C. Barcelona             | 1             | 433'          |               |
| Nicolai Jørgensen | F. C. København             | 1             | 441'          |               |
| Sacha Kljestan | R. S. C. Anderlecht         | 1             | 442'          |               |
| Frank Lampard | Chelsea F. C.               | 1             | 444'          |               |
| Chancel Mbemba | R. S. C. Anderlecht         | 1             | 450'          |               |
| Sulley Muntari | A. C. Milán                 | 1             | 450'          |               |
| Xavi Hernández | F. C. Barcelona             | 1             | 451'          |               |
| Oscar | Chelsea F. C.               | 1             | 456'          |               |
| Stefano Denswil | A. F. C. Ajax               | 1             | 489'          |               |
| Henrikh Mkhitaryan | B. V. Borussia              | 1             | 500'          |               |
| Daniel Kolář | F. C. Viktoria Plzeň        | 1             | 507'          |               |
| Marco Streller | F. C. Basel                 | 1             | 512'          |               |
| Felipe Melo | Galatasaray S. K.           | 1             | 524'          |               |
| Carlos Vela | Real Sociedad               | 1             | 524'          |               |
| Tomáš Hořava | F. C. Viktoria Plzeň        | 1             | 526'          |               |
| Claudemir | F. C. København             | 1             | 532'          |               |
| Mesut Özil | Arsenal F. C.               | 1             | 532'          |               |
| Kevin Großkreutz | B. V. Borussia              | 1             | 540'          |               |
| Luisão | S. L. Benfica               | 1             | 540'          |               |
| Nemanja Matić | S. L. Benfica               | 1             | 540'          |               |
| Olof Mellberg | F. C. København             | 1             | 540'          |               |
| František Rajtoral | F. C. Viktoria Plzeň        | 1             | 540'          |               |
| Georgios Samaras | Celtic                      | 1             | 540'          |               |
| Atsuto Uchida | F. C. Gelsenkirchen-Schalke | 1             | 540'          |               |
| Cristian Zapata | A. C. Milán                 | 1             | 540'          |               |
| Goles anotados | 32 equipos                  | 294           | 9360'         |               |
| Autogoles | 32 equipos                  | 9             | 9360'         |               |

| Fase previa (no contabilizada) | Fase previa (no contabilizada) | Fase previa (no contabilizada) | Fase previa (no contabilizada) | Fase previa (no contabilizada) |
| --- | ------------------------------ | ------------------------------ | ------------------------------ | ------------------------------ |
| \| Jugador \| Equipo \| \| \| \| ------------------------------------------ \| --------------------------- \| - \| ---- \| \| Román Shirókov \| F. K. Zenit Sankt-Peterburg \| 5 \| 226' \| \| Marián Čišovský \| Viktoria Plzen \| 5 \| 540' \| \| Sergei Khizhnichenko \| Shakter Karagandy \| 4 \| 523' \| \| Aaron Ramsey \| Arsenal \| 3 \| 180' \| \| Mohamed Salah \| Basel \| 3 \| 321' \| \| Danny \| F. K. Zenit Sankt-Peterburg \| 3 \| 333' \| \| Damiano Quintieri \| Nõmme Kalju \| 3 \| 345' \| \| Federico Piovaccari \| F. C. Steaua București \| 3 \| 358' \| \| Levi Hanssen \| EB/Streymur \| 3 \| 360' \| \| Ismael Fofana \| Shirak \| 3 \| 360' \| \| El Arbi Hilal \| Dinamo Zagreb \| 3 \| 473' \| \| Giorgos Samaras \| Celtic \| 3 \| 502' \| \| Pavel Horváth \| Viktoria Plzen \| 3 \| 519' \| \| Junior Fernandes \| Dinamo Zagreb \| 3 \| 540' \| \| Vouho \| Dinamo Tbilisi \| 2 \| 80' \| \| Juraj Halenar \| Slovan Bratislava \| 2 \| 105' \| \| Viktor Claesson \| Elfsborg \| 2 \| 107' \| \| Andréi Arshavin \| F. K. Zenit Sankt-Peterburg \| 2 \| 141' \| \| Marko Dević \| Metalist Járkov \| 2 \| 153' \| \| Michal Ďuriš \| Viktoria Plzen \| 2 \| 164' \| \| Última actualización: 28 de agosto de 2013 \| \| \| \| |                                |                                |                                |                                |
| Jugador | Equipo                         | Goles                          | Minutos                        |                                |
| Román Shirókov | F. K. Zenit Sankt-Peterburg    | 5                              | 226'                           |                                |
| Marián Čišovský | Viktoria Plzen                 | 5                              | 540'                           |                                |
| Sergei Khizhnichenko | Shakter Karagandy              | 4                              | 523'                           |                                |
| Aaron Ramsey | Arsenal                        | 3                              | 180'                           |                                |
| Mohamed Salah | Basel                          | 3                              | 321'                           |                                |
| Danny | F. K. Zenit Sankt-Peterburg    | 3                              | 333'                           |                                |
| Damiano Quintieri | Nõmme Kalju                    | 3                              | 345'                           |                                |
| Federico Piovaccari | F. C. Steaua București         | 3                              | 358'                           |                                |
| Levi Hanssen | EB/Streymur                    | 3                              | 360'                           |                                |
| Ismael Fofana | Shirak                         | 3                              | 360'                           |                                |
| El Arbi Hilal | Dinamo Zagreb                  | 3                              | 473'                           |                                |
| Giorgos Samaras | Celtic                         | 3                              | 502'                           |                                |
| Pavel Horváth | Viktoria Plzen                 | 3                              | 519'                           |                                |
| Junior Fernandes | Dinamo Zagreb                  | 3                              | 540'                           |                                |
| Vouho | Dinamo Tbilisi                 | 2                              | 80'                            |                                |
| Juraj Halenar | Slovan Bratislava              | 2                              | 105'                           |                                |
| Viktor Claesson | Elfsborg                       | 2                              | 107'                           |                                |
| Andréi Arshavin | F. K. Zenit Sankt-Peterburg    | 2                              | 141'                           |                                |
| Marko Dević | Metalist Járkov                | 2                              | 153'                           |                                |
| Michal Ďuriš | Viktoria Plzen                 | 2                              | 164'                           |                                |
| Última actualización: 28 de agosto de 2013 |                                |                                |                                |                                |

### Asistentes
| Jugador                                  | Equipo                    | Asistencias | Minutos |
| ---------------------------------------- | ------------------------- | ----------- | ------- |
| Wayne Rooney                             | Manchester United F. C.   | 8           | 767'    |
| Ángel Di María                           | Real Madrid C. F.         | 6           | 822'    |
| Karim Benzema                            | Real Madrid C. F.         | 5           | 913'    |
| Cristiano Ronaldo                        | Real Madrid C. F.         | 5           | 993'    |
| Samir Nasri                              | Manchester City F. C.     | 4           | 430'    |
| Gregory van der Wiel                     | París Saint-Germain F. C. | 4           | 540     |
| Thiago Motta                             | París Saint-Germain F. C. | 4           | 601     |
| Gareth Bale                              | Real Madrid C. F.         | 4           | 753'    |
| James Milner                             | Manchester City F. C.     | 3           | 267'    |
| Arjen Robben                             | F. C. Bayern Múnich       | 3           | 337'    |
| Ezequiel Lavezzi                         | París Saint-Germain F. C. | 3           | 339'    |
| David Fuster                             | PAE Olympiakós            | 3           | 429'    |
| Xavi Hernández                           | F. C. Barcelona           | 3           | 451'    |
| Oscar                                    | Chelsea F. C.             | 3           | 456'    |
| Lionel Messi                             | F. C. Barcelona           | 3           | 492'    |
| Asistencias totales                      | 70 equipos                | 259         | 11160'  |
| Última actualización: 24 de mayo de 2014 |                           |             |         |

| Fase previa (no contabilizada) | Fase previa (no contabilizada) | Fase previa (no contabilizada) | Fase previa (no contabilizada) | Fase previa (no contabilizada) |
| --- | ------------------------------ | ------------------------------ | ------------------------------ | ------------------------------ |
| \| Jugador \| Club \| \| \| \| ------------------------------------------ \| ----------------------- \| - \| ---- \| \| Vladimír Darida \| 'Viktoria Plzen' \| 5 \| 532' \| \| Júnior Caiçara \| Ludogorets Razgrad \| 5 \| 443' \| \| Pavel Horváth \| 'Viktoria Plzen' \| 4 \| 519' \| \| Hulk \| 'Zenit San Petersburgo' \| 3 \| 173' \| \| Frantisek Rajtoral \| 'Viktoria Plzen' \| 3 \| 250' \| \| Marcelo Díaz \| 'Basel' \| 3 \| 540' \| \| Alexandru Bourceanu \| 'Steaua Bucarest' \| 3 \| 333' \| \| Hans Pauli Samuelsen \| EB/Streymur \| 3 \| 180' \| \| Aleksandr Simcevic \| Shakhter Karagandy \| 3 \| 540' \| \| Sergio Ramos \| Real Madrid C. F. \| 2 \| 921' \| \| Danny \| 'Zenit San Petersburgo' \| 2 \| 333' \| \| Andréi Arshavin \| 'Zenit San Petersburgo' \| 2 \| 141' \| \| Michal Ďuriš \| 'Viktoria Plzen' \| 2 \| 164' \| \| Xisco \| Dinamo Tbilisi \| 2 \| 316' \| \| Kris Commons \| 'Celtic' \| 2 \| 520' \| \| Aleksandr Kerzhakov \| 'Zenit San Petersburgo' \| 2 \| 151' \| \| Ricardinho \| Sheriff Tiraspol \| 2 \| 311' \| \| Cadú \| Sheriff Tiraspol \| 2 \| 332' \| \| Elguja Grigalashvili \| Dinamo Tbilisi \| 2 \| 336' \| \| Valentin Stocker \| 'Basel' \| 2 \| 355' \| \| Cristian Tănase \| 'Steaua Bucarest' \| 2 \| 410' \| \| Última actualización: 28 de agosto de 2013 \| \| \| \| |                                |                                |                                |                                |
| Jugador | Club                           | Asistencias                    | Minutos                        |                                |
| Vladimír Darida | 'Viktoria Plzen'               | 5                              | 532'                           |                                |
| Júnior Caiçara | Ludogorets Razgrad             | 5                              | 443'                           |                                |
| Pavel Horváth | 'Viktoria Plzen'               | 4                              | 519'                           |                                |
| Hulk | 'Zenit San Petersburgo'        | 3                              | 173'                           |                                |
| Frantisek Rajtoral | 'Viktoria Plzen'               | 3                              | 250'                           |                                |
| Marcelo Díaz | 'Basel'                        | 3                              | 540'                           |                                |
| Alexandru Bourceanu | 'Steaua Bucarest'              | 3                              | 333'                           |                                |
| Hans Pauli Samuelsen | EB/Streymur                    | 3                              | 180'                           |                                |
| Aleksandr Simcevic | Shakhter Karagandy             | 3                              | 540'                           |                                |
| Sergio Ramos | Real Madrid C. F.              | 2                              | 921'                           |                                |
| Danny | 'Zenit San Petersburgo'        | 2                              | 333'                           |                                |
| Andréi Arshavin | 'Zenit San Petersburgo'        | 2                              | 141'                           |                                |
| Michal Ďuriš | 'Viktoria Plzen'               | 2                              | 164'                           |                                |
| Xisco | Dinamo Tbilisi                 | 2                              | 316'                           |                                |
| Kris Commons | 'Celtic'                       | 2                              | 520'                           |                                |
| Aleksandr Kerzhakov | 'Zenit San Petersburgo'        | 2                              | 151'                           |                                |
| Ricardinho | Sheriff Tiraspol               | 2                              | 311'                           |                                |
| Cadú | Sheriff Tiraspol               | 2                              | 332'                           |                                |
| Elguja Grigalashvili | Dinamo Tbilisi                 | 2                              | 336'                           |                                |
| Valentin Stocker | 'Basel'                        | 2                              | 355'                           |                                |
| Cristian Tănase | 'Steaua Bucarest'              | 2                              | 410'                           |                                |
| Última actualización: 28 de agosto de 2013 |                                |                                |                                |                                |